# Liste der Baudenkmale in Peine

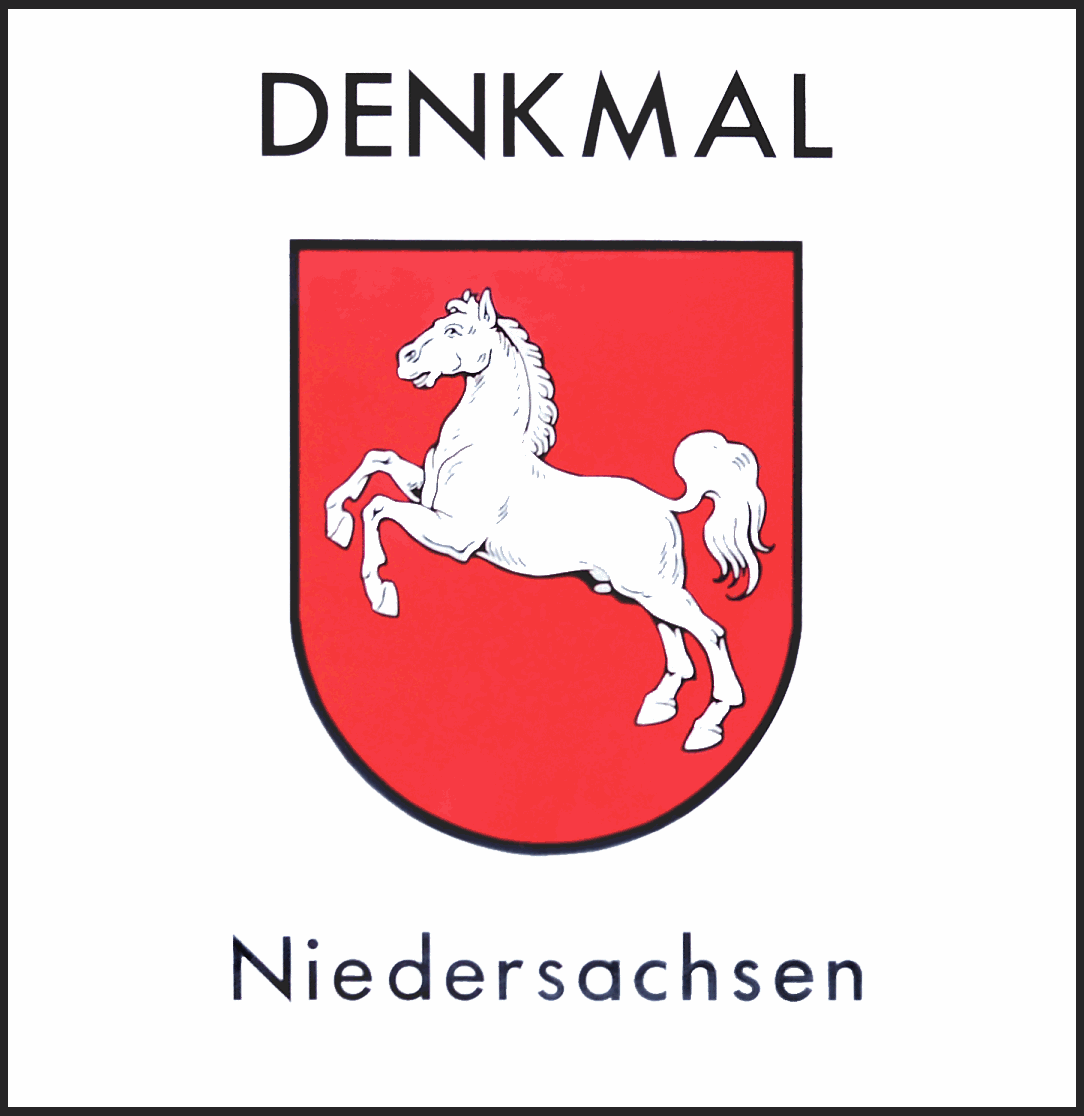

In der Liste der Baudenkmale in Peine sind die Baudenkmale der niedersächsischen Stadt Peine und ihrer Stadtteile aufgelistet. Der Stand der Liste ist der 7. Januar 2023.

## Allgemein
In den Spalten befinden sich folgende Informationen:
- Lage: die Adresse des Baudenkmales und die geographischen Koordinaten. Kartenansicht, um Koordinaten zu setzen. In der Kartenansicht sind Baudenkmale ohne Koordinaten mit einem roten Marker dargestellt und können in der Karte gesetzt werden. Baudenkmale ohne Bild sind mit einem blauen Marker gekennzeichnet, Baudenkmale mit Bild mit einem grünen Marker.
- Bezeichnung: Bezeichnung des Baudenkmales
- Beschreibung: die Beschreibung des Baudenkmales. Unter § 3 Abs. 2 NDSchG werden Einzeldenkmale und unter § 3 Abs. 3 NDSchG Gruppen baulicher Anlagen und deren Bestandteile ausgewiesen.
- ID: die Objekt-ID des Baudenkmales
- Bild: ein Bild des Baudenkmales, ggf. zusätzlich mit einem Link zu weiteren Fotos des Baudenkmals im Medienarchiv Wikimedia Commons. Wenn man auf das Kamerasymbol klickt, können Fotos zu Baudenkmalen aus dieser Liste hochgeladen werden:

## Berkum
| Lage                                    | Bezeichnung      | Beschreibung | ID       | Bild |
| --------------------------------------- | ---------------- | --- | -------- | ---- |
| Pfarrweg 2 52° 18′ 23″ N, 10° 11′ 22″ O | St.–Annen–Kirche | Verputzte Saalkirche mit eingezogener Apsis unter Walmdach mit Dachreiter. Unterer Bereich der Apsis vermutlich aus zweiten Hälfte 13. Jh., der Oberteil in Fachwerk ergänzt. Übrige Bau Mitte 18. Jh. umgestaltet. | 31374788 |      |
| Pfarrweg 4 52° 18′ 23″ N, 10° 11′ 24″ O | Pfarrhaus        | Zweigeschossiger queraufgeschlosssener Fachwerkbau unter Halbwalmdach, errichtet um 1800. | 31374810 |      |

## Dungelbeck
| Lage                                           | Bezeichnung    | Beschreibung | ID       | Bild |
| ---------------------------------------------- | -------------- | --- | -------- | ---- |
| Alte Landstraße 8 52° 17′ 53″ N, 10° 16′ 25″ O | Kriegerdenkmal | Gefallenendenkmal des Ersten Weltkrieges mit zentralen Obelisken und seitlich angeordneten Inschriftenplatten. Rechts und links Grabsteine der gefallenen Soldaten.             | 31374832 | BW   |
| Alte Landstraße 9 52° 17′ 51″ N, 10° 16′ 18″ O | Wohnhaus       | Zweigeschossiger queraufgeschlossener Fachwerkbau unter Krüppelwalmdach. | 31374852 | BW   |
| Kirchwinkel 8 52° 17′ 48″ N, 10° 16′ 18″ O     | Johanniskirche | Saalkirche mit polygonaler Apsis und Westturm. Langhaus mit Apsis 1894 in Ziegelbauweise errichtet, romanischer Westturm verputzt und wohl in zweiter Hälfte 12. Jh. errichtet. | 31374874 |      |

## Duttenstedt

### Gruppe: Kirchhof Duttenstedt
Die Gruppe hat die ID 31374469. Historischer Kirchhof mit Hallenkirche von 1897, Gefallenendenkmal und Einfriedung aus 19. Jh.

| Lage                                                     | Bezeichnung         | Beschreibung | ID       | Bild           |
| -------------------------------------------------------- | ------------------- | --- | -------- | -------------- |
| Eilhart-von-Oberg-Straße 33 52° 20′ 42″ N, 10° 17′ 48″ O | St. Johannis–Kirche | Saalkirche als Ziegelbau mit Sandsteinsockel und –einfassungen in Fenster-, Strebepfeiler- sowie Traufbereichen. Kirchturm mit Turmuhr mit bis zum Glockengeschoss reichenden Strebepfeilern versehen, unter polygonalen spitzen Turmhelm mit Wetterhahn. Überstabtes Eingangsportal mit Kreuzmedaillon und Majuskeln im Tympanon, Sturz mit Konsolen und gemeißelter Inschrift, darüber Vierpassmaßwerk im Giebel. Östlicher Giebel des Saals krönt ein steinerner Aufsatz, Fenster im eingezogenen Chor ziert ein Sechspass als Fensterrose. | 31374939 | Weitere Bilder |
| Eilhart-von-Oberg-Straße 33 52° 20′ 42″ N, 10° 17′ 48″ O | Kirchhof            | Ehemaliger Kirchhof mit Gefallenendenkmal auf der Nordseite sowie Grabmal aus Findlingen von 1913 auf Südseite. Kirchhofbereich umzäunt. | 31374959 | BW             |
| Eilhart-von-Oberg-Straße 33 52° 20′ 42″ N, 10° 17′ 47″ O | Kriegerdenkmal      | Mittig ausgearbeiteter Sandsteinpfeiler mit Trauerkranzrelief und Gedenkschrift im Schaftbereich. Relief mit Zeitstellung des Ersten Weltkrieges und eisernen Kreuz im Tympanon des Dreieckgiebels, darunter Eierstab. Datierung des Pfeilers auf Rückseite. Die Seiten flankieren später hinzugefügte massive Sandsteinblöcke mit Listen der Gefallenen im Zweiten Weltkrieg. | 31374976 |                |
| Eilhart-von-Oberg-Straße 52° 20′ 42″ N, 10° 17′ 47″ O    | Einfriedung         | Kirchumfriedung aus schmiedeeisernem Zaun mit Torpfeilern und Sockel aus Sandstein. Den profilierten Torpfeilern sind im Kopfbereich Kreuze eingemeißelt. | 31374993 | BW             |
| Am Rotherbusch 2 52° 20′ 43″ N, 10° 17′ 47″ O            | Verwaltungsgebäude  | Ehemaliges Pfarrhaus. Ziegelbau mit Natursteinsockel, Satteldach und Risaliten im Eingangs- sowie Südbereich. Maßwerk–angelehnte Fenster in den Erkern sowie Treppenfries im Giebelbereich mit Schmuckmedaillons. Glasierten Ziegel in horizontaler Fassadengestaltung und Einfassung der Segmentbogenstürze, mit Konsolen- und Ornamenten bestückte Ortgänge. | 31374897 | BW             |
| Am Rotherbusch 2 52° 20′ 44″ N, 10° 17′ 46″ O            | Stall               | Eingeschossiger Rohziegelbau auf Kalkstein-Werksteinsockel unter Pultdach. Südwestlich Toreinfahrt, hofseitig und auf westlichen Giebelseite Wirtschaftstüren zu einzelnen Viehboxen. Einzelnes Fenster mit Kalkstein-Fensterbank und Oberlichter unter Segmentbogenstürzen in Ziegelziersetzung. Durchgehender Kalkstein-Werksteingurt in Höhe der Türstürze sowie der Oberlicht-Sohlbänke. Glasierte Ziegel in Zierbändern sowie Ziegelziersetzungen. Pultdach auf profilierten Balkenenden, Ortgang durch Holzzierschnitt akzentuiert.      | 51255148 | BW             |

### Gruppe: Edelhof Duttenstedt
Die Gruppe hat die ID 31374772. Die baulichen Reste auf dem Areal des ehemaligen Ritterguts Duttenstedt.

| Lage                                    | Bezeichnung  | Beschreibung | ID       | Bild |
| --------------------------------------- | ------------ | --- | -------- | ---- |
| Zum Gute 4 52° 20′ 38″ N, 10° 17′ 49″ O | Hofstelle    | Ehemaliger Edelhof geht wohl auf Standort einer ehemaligen Wasserburg zurück. Als Rudiment ist Hofareal mit eventuell im Boden noch vorhandenen Resten der aufgehenden Bausubstanz einschließlich des Wassergrabensystems vorhanden. | 31380647 | BW   |
| Zum Gute 4 52° 20′ 37″ N, 10° 17′ 49″ O | Wassergraben | | 31381046 | BW   |

## Eixe

### Gruppe: Kirchhof Eixe
Die Gruppe hat die ID 31374483.

| Lage                                       | Bezeichnung    | Beschreibung | ID       | Bild           |
| ------------------------------------------ | -------------- | --- | -------- | -------------- |
| Hauptstraße 60 52° 21′ 6″ N, 10° 10′ 57″ O | Kirche         | Verputzter langrechteckiger Kirchenbau mit polygonalem Chorschluss und Dachreiter, wohl ursprünglich als Fachwerkkapelle zum Ende des 17. Jh. errichtet, im 19. Jh. Kirchenschiff verlängert, massiv ausgebaut und verputzt.                                                                                       | 31375100 | Weitere Bilder |
| Hauptstraße 60 52° 21′ 6″ N, 10° 10′ 57″ O | Alter Friedhof | Ehemaliger Friedhof mit einzelnen Grabstellen, umschlossen von Einfriedung, mit Bestand von Grabrückwänden um den Anfang des 20. Jh. | 31375120 | Weitere Bilder |
| Hauptstraße 60 52° 21′ 6″ N, 10° 10′ 58″ O | Kriegerdenkmal | Zu Ehren der Gefallenen von 1914-1918. Bruchsteinpostament im Bossenwerk gemauert mit eingelassenen, mit Inschrift versehenen Marmorplatte, dreieckiger Längstabdeckplatte mit Gravur und krönendem, auf Treppensockel gesetzten eisernen Kreuz. Zwei Inschrifttafeln sind in gemauerten Umfriedung eingelassen.   | 31375138 | BW             |
| Hauptstraße 60 52° 21′ 6″ N, 10° 10′ 56″ O | Einfriedung    | Kirchenfriedhof mit zweiflügeligen ornamentierten schmiedeeisernen Eingangstor mit profilierten Torpfeilern aus Sandstein. Einfriedung West im Sockelbereich aus Sandstein mit darüber liegenden eingezapften schmiedeeisernen Zaun mit Zierspitzen. Einfriedung Nordost aus Backstein mit Sandsteinabdeckplatten. | 31375155 | BW             |

### Einzelbaudenkmale
| Lage                                       | Bezeichnung               | Beschreibung | ID       | Bild           |
| ------------------------------------------ | ------------------------- | --- | -------- | -------------- |
| Hauptstraße 1 52° 20′ 46″ N, 10° 11′ 19″ O | Berger Mühle              | | 31375035 | Weitere Bilder |
| Hauptstraße 25 52° 20′ 56″ N, 10° 11′ 6″ O | Wohnhaus                  | Zweigeschossiger Ziegelbau mit Zierbändern im Gurt- und Giebelbereich, Fenster alternierend mit dunklerem Klinkersteinen gefasst, Fenstergewände und Sturz überstabt und mit Zierbogen bekrönt, statt Fensterbänke mit Klinkersteinen gemauert, die Brüstungsfelder mit Formsteinen verziert. Erker in Fachwerk ausgeführt, Gefache mit diagonaler Backsteinlage verblendet. Erker mit Zeltdach, das Hauptgebäude mit Satteldach. | 31375058 | BW             |
| Hauptstraße 64 52° 21′ 9″ N, 10° 10′ 55″ O | Wohn-/ Wirtschaftsgebäude | Vierständer-Hallenhaus mit ziegelgedeckten einseitig halb abgewalmten Walmdach, Sichtfachwerk und Backsteinausfachungen. Im Torsturzbalken geschnitzte Inschrift mit Datierung „1781“, auf Traufseite Zwerchhaus. Im Fachwerk gebogene Streben sowie symmetrisch angeordnete Kopf– und Fußbänder im Giebelbereich. | 31375172 | BW             |

## Essinghausen
| Lage                                                   | Bezeichnung       | Beschreibung | ID       | Bild |
| ------------------------------------------------------ | ----------------- | --- | -------- | ---- |
| An der Kapelle 5 52° 19′ 53″ N, 10° 16′ 39″ O          | Kapelle           | Einschiffiger neugotischer Ziegelbau auf Natursteinsockel mit Dachreiter. Längsfassade mit Spitzbogenfenstern, jeweils in zwei Lanzetten und einem Kreis als Couronnement geteilt , und Fries durch Zierbändern gegliedert. Sockel, Sohlbankgesims, Strebepfeilerkronen und Kaffgesimse, sowie Einfassung des Eingangsportales in Naturwerksteinen. Auf Westseite großes, simplifiziertes Maßwerk sowie kleine Fialen und Spitzbogennischen an den Giebelecken, der eingezogene Chor mit großem Lichtfenster, darüber Okulusfenster. Satteldach mit polygonalem Dachreiter, mit Schiefer eingedeckt und mit Wetterhahn gekrönt wird. | 31375215 |      |
| An der Kapelle 5 52° 19′ 52″ N, 10° 16′ 38″ O          | Gefallenendenkmal | Sandsteinobelisk, im Stile der Revolutionsarchitektur, steht auf Treppenplateau als Basis, darüber Sockel im Bossenwerk. Gedenkschrift eingraviert, darunter gekreuzte Lorbeerzweige und eisernes Kreuz im Kopfbereich im Hochrelief gemeißelt. Im Postamentbereich Gravur mit den Namen der gefallenen Soldaten im Deutsch-Französischen Krieg 1870–71. | 31375236 |      |
| An der Kapelle 15 52° 19′ 54″ N, 10° 16′ 41″ O         | Gefallenendenkmal | Stele aus Sandstein. Im Sockelbereich Widmung, flankiert von zwei Dolchen, darüber Trauerkranz und Helm in Reliefform. Im Schaftbereich Gedenkschrift an die Gefallenen des Ersten Weltkrieges, die Stele wird gekrönt von einer Glockenhaube mit einem eisernen Kreuz. Vor der Stele später hinzugefügte Sandsteinplatte mit Gedenkschrift an die Gefallenen und Vermissten des Zweiten Weltkrieges, rechts und links aufgestellte Sandsteinplatten mit den Namen der Gefallenen. | 46234772 |      |
| K69, Duttenstedter Straße 52° 19′ 51″ N, 10° 15′ 21″ O | Grenzstein        | Grenzstein Nr. 34 von 1815 als Sandsteinobelisk. | 31377503 | BW   |

## Handorf
| Lage                                             | Bezeichnung               | Beschreibung | ID       | Bild           |
| ------------------------------------------------ | ------------------------- | --- | -------- | -------------- |
| Dorfstraße 16 52° 17′ 36″ N, 10° 12′ 33″ O       | Pfarrhaus                 | Zweigeschossiger Fachwerkbau in Rähmbauweise mit hohen Halbwalmdach, um 1820 errichtet. | 31375336 | BW             |
| Dorfstraße 20 52° 17′ 37″ N, 10° 12′ 39″ O       | Kriegerdenkmal            | Gefallenendenkmal für die gefallenen Soldaten im Ersten und Zweiten Weltkrieg als kreisförmige Anlage mit Steintafeln sowie zentraler Stele mit Bronzerelief einer trauernden Frau. Um 1921 und 1950 errichtet.                                    | 31375315 |                |
| Dorfstraße 24 52° 17′ 37″ N, 10° 12′ 39″ O       | St.Marien-Kirche          | Kreuzförmiger neugotische Backstein-Saalkirche von 1862/65, Architekt G. Droste, Hannover. | 31375359 | Weitere Bilder |
| Dorfstraße 46 52° 17′ 37″ N, 10° 12′ 53″ O       | Wohnhaus                  | Zweigeschossiger Fachwerkbau in Rähmbauweise, Satteldach, eine Seite halb abgewalmt, um 1800. | 31375398 | BW             |
| Große Gasse 3 52° 17′ 32″ N, 10° 12′ 41″ O       | Wohn-/ Wirtschaftsgebäude | Vierständer-Hallenhaus mit profiliertem Torsturz und Schwellholz unter Krüppelwalmdach, 1770 errichtet. | 31375419 | BW             |
| Im Stillen Winkel 2 52° 17′ 39″ N, 10° 12′ 50″ O | Wohn-/ Wirtschaftsgebäude | Vierständer-Hallenhaus unter Krüppelwalmdach, Wirtschaftsteil im Ständerfachwerk und Wohnteil in Rähmbauweise mit gekuppelten Ständern errichtet, datiert um 1800. Giebelseiten mit Linkskrempern verblendet. Westlich Wirtschaftsteil als Vorbau. | 31375442 | BW             |

## Peine

### Gruppe:Burg Peine
Die Gruppe hat die ID 31374758. Bereich der ehemaligen Burg Peine mit Bauten des Amtssitzes.

#### Gruppe: Amtshof in der Gruppe Burg Peine
Die Gruppe hat die ID 44247579. Der Amtshof auf dem ehemaligen Schloßberg war seit 1816 Sitz des Landesratsamtes. Dieses war viele Jahrzehnte das Zentrum der Verwaltung und Justiz des Landkreises Peine. Die Denkmalgruppe Amthof besteht aus Wohnhaus mit Gewölbekeller, zwei Wirtschaftsgebäuden, dem Park mit Baumbestand, der Einfriedung und einer Wetterfahne.

| Lage                                     | Bezeichnung         | Beschreibung | ID       | Bild |
| ---------------------------------------- | ------------------- | --- | -------- | ---- |
| Am Amthof 7 52° 19′ 26″ N, 10° 13′ 27″ O | Wohnhaus            | Eingeschossiger, verputzter Massivbau, die beiden äußeren Achsen um ein Vollgeschoß überhöht, Zugang von Osten, Treppe nach 1945 verlegt, ursprünglich mit reicher Innenausmalung, im östlichen Bereich Gewölbekeller aus Ziegel, der sogenannte „Bordeauxkeller“, parallel an ehemalige Kasemattengewölbe von 1659/1660 angeschlossen; errichtet 1847. | 31375662 |      |
| Am Amthof 7 52° 19′ 26″ N, 10° 13′ 28″ O | Geschäftshaus       | Zweigeschossiger Zwischenbau mit massiven EG und OG in Fachwerk im moselländischen Stil, erbaut um 1880. Zugang zum sogenannten Burgkeller von Süden: ursprünglich Verkaufsraum, Lager, Destillation und Laboratorium. | 31380545 | BW   |
| Am Amthof 7 52° 19′ 25″ N, 10° 13′ 29″ O | Weinhandlung Euling | Zweigeschossiger verputzter Massivbau mit durchgefärbten Putz, scharriertem Kunststeinsockel und einer Türeinfassung im Stil des Art Deco. Architekt: Anton van Norden 1929 (i) mit Lager, Kontor, Halbkeller, überbauter Durchfahrt und aufwendig gestalteter Einfriedung mit Pfeilern sowie geschmiedeten Tor und Tür.                                | 31380567 | BW   |
| Am Amthof 7 52° 19′ 26″ N, 10° 13′ 28″ O | Park                | Gelände der ehemaligen Wallanlagen, dem Zugang zum zeitgleich gebauten Wohnhaus vorgelagert, alter Baumbestand mit Limousin-Eichen, Linden & Ilex vorhanden. Künstliche Aufschüttung in Nordecke für Aussichtspavillon (Fundamente) und Wetterfahne. Erhöhtes Burgbergareal mit Überformung durch Parkanlage des 19. Jh.                                | 31380592 | BW   |
| Am Amthof 7 52° 19′ 26″ N, 10° 13′ 27″ O | Kasematte           | Sogenannter Burgkeller, Gewölbekeller in Bruchstein mit zugesetzten Geschützstellungen zur ehemaligen Schloßbrücke sowie Pulvermagazinen als Teil der um 1659/60 errichteten Kasemattenanlage, beim Bau des Wohnhauses 1847 als Weinkeller integriert und um ein parallel laufendes Gewölbe erweitert.                                                  | 31380522 | BW   |

#### Baudenkmale in der Gruppe Burg Peine
| Lage                                        | Bezeichnung                 | Beschreibung | ID       | Bild |
| ------------------------------------------- | --------------------------- | --- | -------- | ---- |
| Am Amthof 7 52° 19′ 26″ N, 10° 13′ 23″ O    | Burgstelle                  | Amtmann-Ziegler-Garten im Bereich der Burg Peine | 44255604 | BW   |
| Am Amthof 2 52° 19′ 27″ N, 10° 13′ 25″ O    | Gerichtsgebäude             | Dreigeschossiger verputzter Bau mit Ziegelgliederungen und Mittelrisalit, angeschlossen an einheitlich gestalteten zweigeschossigen Gefängnisanbau. Nebenstehend eineinhalb geschossiger Ziegelbau, im Nordosten mit Einfriedung aus Metallzaunfeldern auf Ziegelsockel und im Südosten mit Einfriedung aus Ziegelmauerwerk die Sockel, Pfeiler und Wandfläche ausbildet; 1895 errichtet. | 31375612 | BW   |
| Am Amthof 2 52° 19′ 27″ N, 10° 13′ 24″ O    | Einfriedung                 | Einfriedung aus Metallzaunfeldern auf Ziegelsockel und Ziegelmauerwerk mit Sockel, Pfeiler und Wandfläche. | 44248140 | BW   |
| Am Amthof 2 52° 19′ 27″ N, 10° 13′ 23″ O    | Nebengebäude                | Eineinhalb-geschossiger Ziegelbau unter Satteldach mit Ladestock. Oberes Stockwerk in Fachwerk. | 44248308 | BW   |
| Am Amthof 2 52° 19′ 26″ N, 10° 13′ 25″ O    | Einfriedung                 | Einfriedung aus Ziegelmauerwerk das Sockel, Pfeiler und Wandfläche ausbildet. | 44248743 | BW   |
| Am Amthof 4 52° 19′ 28″ N, 10° 13′ 24″ O    | Gerichtsgebäude             | Eingeschossiger Putzbau mit Mittelrisalit und Freitreppe unter Halbwalmdach, um 1820. | 31375637 | BW   |
| Am Amthof 4 52° 19′ 26″ N, 10° 13′ 27″ O    | Einfriedung                 | Einfriedung aus Metallzaunfeldern auf Ziegelsockel. | 44248120 | BW   |
| Am Amthof 6 52° 19′ 27″ N, 10° 13′ 27″ O    | Verwaltungsgebäude          | Zweieinhalbgeschossiger verputzter Massivbau mit Erker unter Halbwalmdach. Das Halbgeschoss mit Schieferbehang, die Fenster in den unteren Geschossen sind mit Natursteineinfassungen. | 44157560 | BW   |
| Am Amthof 6 52° 19′ 26″ N, 10° 13′ 26″ O    | Einfriedung                 | Einfriedung aus Ziegelmauerwerk die Sockel, Pfeiler und Wandfläche ausbildet. | 44247891 | BW   |
| Am Schlosswall 52° 19′ 26″ N, 10° 13′ 27″ O | Brücke                      | Brücke mit zwei Bögen in Stichbogenform und einem Anschlag für eine Zugbrücke über den Schlossgraben ehemals zum Torhaus. | 44157614 |      |
| Am Schlosswall 52° 19′ 29″ N, 10° 13′ 23″ O | Park zum Amtrichterwohnhaus | Erhöhtes Burgbergareal mit Überformung durch Parkanlage des 19. Jhs., spätere Parknutzung vom Amtsgericht. | 44247721 | BW   |
| Am Schlosswall 52° 19′ 29″ N, 10° 13′ 26″ O | Grünfläche am Schlosswall   | Fläche mit Resten des ehemaligen Burgwalls. | 44247798 | BW   |
| Am Schlosswall 52° 19′ 28″ N, 10° 13′ 28″ O | Grünfläche am Schlosswall   | Fläche mit Resten des ehemaligen Burgwalls. | 44247820 | BW   |
| Am Schlosswall 52° 19′ 25″ N, 10° 13′ 26″ O | Burgreste                   | Reste der Befestigung mit Teilen der Kurtine, Fundamenten des Torhauses und weiteren aufgehendem Mauerwerk mit einem Gewölbeansatz. | 44248329 | BW   |

### Gruppe: Am Markt 16, 17, 18 mit Hintergebäuden
Die Gruppe hat die ID 45041961. Drei dreigeschossige Fachwerkgebäude, traufständig und mit vorgeblendeter Ziegelfassade zum Markt. Bei Nr. 17 und 18 mit anschließenden Hintergebäuden, bei Nr. 18 mit einem parzellenbreiten Wirtschaftsgebäude.

| Lage                                     | Bezeichnung          | Beschreibung | ID       | Bild |
| ---------------------------------------- | -------------------- | --- | -------- | ---- |
| Am Markt 16 52° 19′ 25″ N, 10° 13′ 35″ O | Wohn-/ Geschäftshaus | Dreigeschossiger, drei Fensterachsen breiter verputzter Fachwerkbau mit gekuppelten Ständern unter traufständigem Satteldach. | 45041979 | BW   |
| Am Markt 17 52° 19′ 25″ N, 10° 13′ 35″ O | Wohn-/ Geschäftshaus | Dreigeschossiges, traufständiges Wohnhaus von 1704, fünf Fensterachsen breit und mit Ladeneinbau (Apotheke, nachweislich seit 1873). Marktfassade 1873 massiv in verputztem Backsteinmauerwerk erneuert. 1909 in den Erdgeschoss-Bereich von Haus Nr. 16 hinein erweitert. | 45042016 |      |
| Am Markt 17 52° 19′ 25″ N, 10° 13′ 36″ O | Hintergebäude        | Zweigeschossiger Fachwerkbau unter Vollwalmdach, verbunden mit dem Vorderhaus durch einen Gang (um 1750), hinterer Gebäudeteil von 1744, mit älterem Fensterbestand sowie inneren konstituierenden Ausstattungselementen.                                                  | 45044700 |      |
| Am Markt 18 52° 19′ 24″ N, 10° 13′ 36″ O | Wohn-/ Geschäftshaus | Dreigeschossiger Fachwerkbau von 1753 unter traufständigem Satteldach mit erhaltenen Kranbalken samt Seilrolle, marktseitige Fassade 1872 in verputztem Backsteinmauerwerk erneuert.                                                                                       | 45044580 |      |
| Am Markt 18 52° 19′ 25″ N, 10° 13′ 36″ O | Hintergebäude        | Zweigeschossiger langgestreckter Fachwerkbau unter Pultdach, fassadenmittig angeordneter Gebäudevorsprung. | 45044655 | BW   |
| Am Markt 18 52° 19′ 25″ N, 10° 13′ 36″ O | Wirtschaftsgebäude   | Rückwärtiges zweigeschossiges Wirtschaftsgebäude, die gesamte Parzellenbreite einnehmend, Fachwerkbau unter Satteldach mit Toranlage in rückwärtiger Traufwand. | 45044677 |      |

### Gruppe: Am Sackpfeifenberg
Die Gruppe hat die ID 31374364. Bergmannssiedlung der Glückauf m.b.H entlang der Straße mit aneinandergrenzenden Mehrparteienhäusern und zwei freistehenden Villen. Das nördlichste Mehrparteienhaus 1919 von Emil Lorenz umgebaut. Angefügte Mehrparteienhäuser von Emil Lorenz 1920 entworfen. Im Süden zwei freistehende Villen als Torsituation. Nördliche Villa von Emil Lorenz 1921 geplant.

| Lage                                               | Bezeichnung | Beschreibung | ID       | Bild |
| -------------------------------------------------- | ----------- | --- | -------- | ---- |
| Am Sackpfeifenberg 2 52° 18′ 54″ N, 10° 14′ 20″ O  | Wohnhaus    | Das Haus ist ein zweigeschossiges, massives und verputztes Mehrparteienhaus mit einem Satteldach und Eckerker. Der Entwurf stammt von August Kruse und wurde 1919 von Emil Lorenz umgestaltet.                                                             | 31375856 |      |
| Am Sackpfeifenberg 4 52° 18′ 53″ N, 10° 14′ 20″ O  | Wohnhaus    | Zweigeschossiges, massives und verputztes Mehrparteienhaus mit Eckerker unter Satteldach. | 31375873 |      |
| Am Sackpfeifenberg 6 52° 18′ 53″ N, 10° 14′ 20″ O  | Wohnhaus    | | 31375890 |      |
| Am Sackpfeifenberg 8 52° 18′ 53″ N, 10° 14′ 20″ O  | Wohnhaus    | Zweigeschossiges, massives und verputztes Mehrparteienhaus in Reihenhausbauweise unter Walmdach, mit seitlichem Eingangsbereich, Vorgarten und Einfriedung.                                                                                                | 31375907 |      |
| Am Sackpfeifenberg 10 52° 18′ 52″ N, 10° 14′ 20″ O | Wohnhaus    | Zweigeschossiges, massives und verputztes Mehrparteienhaus in Reihenhausbauweise unter Walmdach, mit seitlichem Eingangsbereich, Vorgarten und Einfriedung.                                                                                                | 31375924 |      |
| Am Sackpfeifenberg 12 52° 18′ 52″ N, 10° 14′ 20″ O | Wohnhaus    | Zweigeschossiges, massives und verputztes Mehrparteienhaus in Reihenhaus-Bauweise unter Walmdach, mit seitlichem Eingangsbereich, Vorgarten und Einfriedung.                                                                                               | 31375941 |      |
| Am Sackpfeifenberg 14 52° 18′ 52″ N, 10° 14′ 20″ O | Wohnhaus    | Zweigeschossiges, massives und verputztes Mehrparteienhaus in Reihenhausbauweise unter Walmdach, mit seitlichem Eingangsbereich, Vorgarten und Einfriedung.                                                                                                | 31375958 |      |
| Am Sackpfeifenberg 16 52° 18′ 51″ N, 10° 14′ 20″ O | Wohnhaus    | Zweigeschossiges, massives und verputztes Mehrparteienhaus in Reihenhausbauweise unter Walmdach, mit seitlichem Eingangsbereich, Vorgarten und Einfriedung.                                                                                                | 31375975 |      |
| Am Sackpfeifenberg 18 52° 18′ 51″ N, 10° 14′ 20″ O | Wohnhaus    | Zweigeschossiges, massives und verputztes Mehrparteienhaus in Reihenhausbauweise unter Walmdach, mit seitlichem Eingangsbereich, Vorgarten und Einfriedung.                                                                                                | 31375992 |      |
| Am Sackpfeifenberg 20 52° 18′ 50″ N, 10° 14′ 20″ O | Wohnhaus    | Zweigeschossiges, massives und verputztes Mehrparteienhaus in Reihenhausbauweise unter Walmdach, mit seitlichem Eingangsbereich, Vorgarten und Einfriedung.                                                                                                | 31376009 |      |
| Am Sackpfeifenberg 22 52° 18′ 50″ N, 10° 14′ 20″ O | Wohnhaus    | Freistehendes, zweigeschossiges, massives und verputztes Mehrparteienhaus mit Natursteinsockel unter Walmdach, mit rundem Erker. | 31376026 |      |
| Feldstraße 32 52° 18′ 48″ N, 10° 14′ 20″ O         | Wohnhaus    | Freistehende, zweigeschossige, massive und verputzte Villa mit Natursteinsockel unter Walmdach, mit großzügigen Treppenanlagen. Entwurf sowie Bauleitung wurde im Jahr 1925 durch die Bauabteilung der Ilseder Hütte, Abteilung Walzwerk Peine übernommen. | 41862525 |      |

### Gruppe:Brauerei Härke
Die Gruppe hat die ID 1374390. Am südöstlichen Kernbereich der Stadt gelegener Brauereikomplex bestehend aus dem Hauptbau, den Eingangsbauten und weiteren Nebentrakten. Erbaut 1927–35 vom Architekten Anton van Norden.

| Lage                                         | Bezeichnung     | Beschreibung                                                                | ID       | Bild |
| -------------------------------------------- | --------------- | --------------------------------------------------------------------------- | -------- | ---- |
| Am Werderpark 5 52° 19′ 17″ N, 10° 13′ 49″ O | Brauereigebäude | Architekt Anton van Norden                                                  | 31376043 |      |
| Am Werderpark 5 52° 19′ 18″ N, 10° 13′ 51″ O | Nebengebäude    |                                                                             | 31376063 | BW   |
| Am Werderpark 5 52° 19′ 15″ N, 10° 13′ 53″ O | Garagenbau      | Garagenbau mit expressionistischer Backsteingestaltung, vor 1924 errichtet. | 43732654 | BW   |

### Gruppe: Breite Straße 36
Die Gruppe hat die ID 39992852. Hausstelle mit straßenseitigen Wohn-/ Geschäftshaus; daran angeschlossen Anbau und parzellenbreites Nebengebäude im Hinterhof.

| Lage                         | Bezeichnung          | Beschreibung | ID       | Bild |
| ---------------------------- | -------------------- | --- | -------- | ---- |
| 52° 19′ 17″ N, 10° 13′ 42″ O | Wohn-/ Geschäftshaus | Dreigeschossiger traufständiger Fachwerkbau unter Satteldach mit Zwerchhaus, an der Schwelle des ersten OG Inschrift mit Datierung „1732“, älterer Kernbau von 1614(d). Raumgefüge erhalten; kernbauzeitliche Gefache mit Stakung und Begleitstrichmalerei sowie jüngere Malerei erhalten. | 39990743 | BW   |
| 52° 19′ 17″ N, 10° 13′ 42″ O | Anbau                | Zweigeschossiger Fachwerkbau unter Satteldach, als seitlicher Längsanbau zum Hof, vom Vorderhaus begehbar, in zweiter Hälfte 19. Jh. errichtet, ehemals Werkstatt für Büchsenmacher. | 39990823 | BW   |
| 52° 19′ 17″ N, 10° 13′ 42″ O | Nebengebäude         | Eingeschossiger Fachwerkbau unter Satteldach, rückwärtiger Queranbau über ganze Grundstücksbreite, aus zweiter Hälfte 19. Jh., ehemals Lager für Büchsenmacher. | 39990865 | BW   |

### Gruppe:Damm9, 10, 11, 12
Die Gruppe hat die ID 31374417. Straßenbildwirksame Gruppe zwei- und dreigeschossiger traufständiger Fachwerkhäuser.

| Lage                                 | Bezeichnung                                                         | Beschreibung | ID       | Bild |
| ------------------------------------ | ------------------------------------------------------------------- | --- | -------- | ---- |
| Damm 9 52° 19′ 23″ N, 10° 13′ 23″ O  | Wohnhaus                                                            | Dreigeschossiger traufständiger Fachwerkbau unter Satteldach. | 31376499 | BW   |
| Damm 10 52° 19′ 23″ N, 10° 13′ 22″ O | Wohnhaus                                                            | Zweigeschossiger traufständiger Fachwerkbau unter Satteldach mit Zwerchhaus. | 31376519 | BW   |
| Damm 11 52° 19′ 23″ N, 10° 13′ 22″ O | Wohnhaus                                                            | Dreigeschossiger traufständiger Fachwerkbau unter Satteldach mit Zwerchhaus. | 31376539 | BW   |
| Damm 12 52° 19′ 23″ N, 10° 13′ 22″ O | Wohnhaus mit zwei Hintergebäuden mit Resten der ehemaligen Synagoge | Dreigeschossiger traufständiger Fachwerkbau unter Satteldach. Im EG ehemals jüdische Schule. Im Hinterhof quergestelltes Nebengebäude am ehemaligen Standort der Synagoge, mit wiederverwendeten Bauteilen aus Synagoge und ein weiteres längs ausgerichtetes Nebengebäude. | 31376559 | BW   |

### Gruppe: Damm 20, 21
Die Gruppe hat die ID 31374430.

| Lage                                 | Bezeichnung | Beschreibung                                                                         | ID       | Bild |
| ------------------------------------ | ----------- | ------------------------------------------------------------------------------------ | -------- | ---- |
| Damm 20 52° 19′ 23″ N, 10° 13′ 19″ O | Wohnhaus    |                                                                                      | 31376625 | BW   |
| Damm 21 52° 19′ 23″ N, 10° 13′ 18″ O | Wohnhaus    | Dreigeschossiger Fachwerkbau unter Mansarddach mit Zwerchhaus und Ladeluke, um 1840. | 31376645 | BW   |

### Gruppe: Damm 31, 32
Die Gruppe hat die ID 31374443. Zwei dreigeschossige Fachwerkbauten unter Satteldach mit Zwerchhaus von drei Fensterachsen Breite.

| Lage                                 | Bezeichnung | Beschreibung                                                                                | ID       | Bild |
| ------------------------------------ | ----------- | ------------------------------------------------------------------------------------------- | -------- | ---- |
| Damm 31 52° 19′ 24″ N, 10° 13′ 16″ O | Wohnhaus    | Zweigeschossiger Fachwerkbau unter Satteldach mit Zwerchhaus.                               | 31376688 |      |
| Damm 32 52° 19′ 24″ N, 10° 13′ 17″ O | Wohnhaus    | Zweigeschossiger Fachwerkbau unter Satteldach mit Zwerchhaus von drei Fensterachsen breite. | 31376708 |      |

### Gruppe: Fabrikanlage Gerhard-Lucas-Meyer-Straße
Die Gruppe hat die ID 31374707. Gruppe mit drei massiven Verwaltungsbauten des Stahlwalzwerkes.

| Lage                                                       | Bezeichnung        | Beschreibung | ID       | Bild |
| ---------------------------------------------------------- | ------------------ | --- | -------- | ---- |
| Gerhard-Lucas-Meyer-Straße 10 52° 18′ 57″ N, 10° 14′ 28″ O | Verwaltungsgebäude | Älterer massiver, verputzter und mit Werksteingliederung versehener villenartiger Verwaltungsbau mit Eckturm und Erker, um 1905. Östlich angefügte Erweiterung, durch massiven, verputzten und mit Werksteingliederung versehener Bau und einen steinsichtigen Wasserturm von Emil Lorenz im Jahr 1919-1922. | 31376864 |      |
| Gerhard-Lucas-Meyer-Straße 10 52° 18′ 57″ N, 10° 14′ 31″ O | Laboratorium       | Zweigeschossiger Ziegelbau auf Natursteinsockel. L-förmiger Grundriss aus älteren Gebäudeteil im Osten und 1919–22 durch Emil Lorenz angefügten Teil im Westen, gemauert mit dunkleren Klinker. | 31376887 |      |
| Gerhard-Lucas-Meyer-Straße 15 52° 18′ 58″ N, 10° 14′ 31″ O | Pförtnerhaus       | Eingangsbau aus dunklem Backstein mit Tordurchfahrt und Turm mit Turmuhr sowie ehemals offenen Arkaden auf der Westseite. | 31376841 |      |
| Gerhard-Lucas-Meyer-Straße 15 52° 18′ 58″ N, 10° 14′ 33″ O | Gedenkstätte       | Gedenkstätte der im Ersten und Zweiten Weltkrieg Gefallenen Mitarbeiter der Ilseder Hütte. Überlebensgroße Sandsteinfigur eines Eisengießers auf Sockel, um 1925. Im Jahre 2003 vom Herner Platz entfernt und östlich des Gebäudes Gerhard-Lucas-Meyer Str. 15 wieder aufgestellt.                           | 31377203 |      |

### Gruppe: Ehemalige Synagoge und Gedenkstätte
Die Gruppe hat die ID 39315814. Ehemaliger Standort der Synagoge. Auf dem Gelände ist 1947 eine Gedenkstätte mit Mahnmal errichtet worden.

| Lage                                               | Bezeichnung  | Beschreibung                                                                                   | ID       | Bild |
| -------------------------------------------------- | ------------ | ---------------------------------------------------------------------------------------------- | -------- | ---- |
| Hans-Marburger-Straße 52° 19′ 24″ N, 10° 13′ 54″ O | Gedenkstätte |                                                                                                | 31377158 |      |
| Hans-Marburger-Straße 52° 19′ 24″ N, 10° 13′ 54″ O | Aufschüttung | Unter der Aufschüttung erhaltene Trümmer der in der Pogromnacht zerstörten jüdischen Synagoge. | 39315831 |      |

### Gruppe: Hindenburgstraße 2 und 4
Die Gruppe hat die ID 38670964. Zwei Wohnhäuser die einen prägenden Bestandteil mit Alleinstellungsmerkmal innerhalb des Gesamtwerks von Anton van Norden bilden.

| Lage                                           | Bezeichnung         | Beschreibung | ID       | Bild |
| ---------------------------------------------- | ------------------- | --- | -------- | ---- |
| Hindenburgstraße 2 52° 19′ 22″ N, 10° 14′ 5″ O | Wohnhaus            | Zweigeschossige verputzte Villa, mit expressionistischer Außengestaltung, 1929 vom Architekten Anton van Norden errichtet.                                                                                           | 38671001 |      |
| Hindenburgstraße 4 52° 19′ 23″ N, 10° 14′ 5″ O | Wohnhaus mit Praxis | Zweigeschossige massive Villa aus blauroten Hartbrandziegeln in zeittypischer, schlicht expressionistischer Gestaltung mit horizontaler vorspringenden Bänderungen. 1929 vom Architekten Anton van Norden errichtet. | 38670740 |      |

### Gruppe: Kantstraße/Senator-Voges-Straße
Die Gruppe hat die ID 31374377. Zwei gegenüberliegende Wohnhäuser als Eckbebauung mit städtebaulich wirksamer Torsituation.

| Lage                                                | Bezeichnung          | Beschreibung | ID       | Bild |
| --------------------------------------------------- | -------------------- | --- | -------- | ---- |
| Kantstraße 40 52° 19′ 29″ N, 10° 14′ 2″ O           | Wohn-/ Geschäftshaus | Dreigeschossiger verputzter Massivbau mit Eckerker und Zwerchhäusern, um 1900.                                          | 31377403 |      |
| Senator-Voges-Straße 16 52° 19′ 29″ N, 10° 14′ 0″ O | Wohn-/ Geschäftshaus | Dreigeschossiger Ziegelbau mit Eckerker und Zwerchhäusern mit Stufengiebel und historisierenden Stilelementen, um 1890. | 31378142 |      |

### Gruppe: Friedhof Kirchhofstraße
Die Gruppe hat die ID 31374352.

| Lage                                       | Bezeichnung                 | Beschreibung | ID       | Bild           |
| ------------------------------------------ | --------------------------- | ------------ | -------- | -------------- |
| Kirchhofstraße 52° 19′ 5″ N, 10° 13′ 40″ O | Friedhof                    |              | 31377445 | Weitere Bilder |
| Kirchhofstraße 52° 19′ 6″ N, 10° 13′ 42″ O | Grabmal „Schwieger“         |              | 44493023 | BW             |
| Kirchhofstraße 52° 19′ 6″ N, 10° 13′ 42″ O | Grabmal o. N.               |              | 44493040 | BW             |
| Kirchhofstraße 52° 19′ 6″ N, 10° 13′ 42″ O | Grabmal „Schläger“          |              | 44493096 |                |
| Kirchhofstraße 52° 19′ 6″ N, 10° 13′ 42″ O | Grabmal „M. Fortmüller“     |              | 44501061 |                |
| Kirchhofstraße 52° 19′ 6″ N, 10° 13′ 42″ O | Grabmal „Apel“              |              | 44501084 |                |
| Kirchhofstraße 52° 19′ 6″ N, 10° 13′ 42″ O | Grabmal „W. Fortmüller“     |              | 44501105 |                |
| Kirchhofstraße 52° 19′ 6″ N, 10° 13′ 42″ O | Grabmal „O. Fortmüller“     |              | 44501124 | BW             |
| Kirchhofstraße 52° 19′ 6″ N, 10° 13′ 42″ O | Grabmal „Märker“            |              | 44501141 | BW             |
| Kirchhofstraße 52° 19′ 6″ N, 10° 13′ 42″ O | Grabmal „Johannes Schlüter“ |              | 44501160 |                |
| Kirchhofstraße 52° 19′ 6″ N, 10° 13′ 42″ O | Grabmal „Meyer“             |              | 44501225 |                |
| Kirchhofstraße 52° 19′ 6″ N, 10° 13′ 42″ O | Grabmal „Stoeter“           |              | 44501274 | BW             |
| Kirchhofstraße 52° 19′ 6″ N, 10° 13′ 41″ O | Grabmal „Blaesig“           |              | 44501307 |                |
| Kirchhofstraße 52° 19′ 6″ N, 10° 13′ 41″ O | Grabmal „Wundenberg“        |              | 44501324 |                |
| Kirchhofstraße 52° 19′ 6″ N, 10° 13′ 41″ O | Grabmal „Lauenstein“        |              | 44501465 |                |
| Kirchhofstraße 52° 19′ 6″ N, 10° 13′ 41″ O | Grabmal „Hummel“            |              | 44501498 |                |
| Kirchhofstraße 52° 19′ 6″ N, 10° 13′ 41″ O | Grabmal „Spinzig“           |              | 44501626 |                |
| Kirchhofstraße 52° 19′ 6″ N, 10° 13′ 40″ O | Grabmal „Lührs“             |              | 44501644 |                |
| Kirchhofstraße 52° 19′ 6″ N, 10° 13′ 40″ O | Grabmal „Karl Voges“        |              | 44501699 |                |
| Kirchhofstraße 52° 19′ 6″ N, 10° 13′ 40″ O | Grabmal „Marie Voges“       |              | 44501717 |                |
| Kirchhofstraße 52° 19′ 6″ N, 10° 13′ 40″ O | Grabmal „Borstmeier“        |              | 44501735 |                |
| Kirchhofstraße 52° 19′ 6″ N, 10° 13′ 40″ O | Grabmal „Brandes“           |              | 44501755 |                |
| Kirchhofstraße 52° 19′ 6″ N, 10° 13′ 40″ O | Grabmal „Hiete“             |              | 44501772 |                |
| Kirchhofstraße 52° 19′ 6″ N, 10° 13′ 39″ O | Grabmal „Graß“              |              | 44501789 |                |
| Kirchhofstraße 52° 19′ 6″ N, 10° 13′ 40″ O | Grabmal „Bodenstedt“        |              | 44501806 |                |
| Kirchhofstraße 52° 19′ 2″ N, 10° 13′ 43″ O | Grabmal „Alehmann/Müller“   |              | 44501825 | BW             |
| Kirchhofstraße 52° 19′ 2″ N, 10° 13′ 42″ O | Grabmal „Rentsch“           |              | 44501842 | BW             |
| Kirchhofstraße 52° 19′ 3″ N, 10° 13′ 39″ O | Grabmal „Härke“             |              | 44501859 |                |
| Kirchhofstraße 52° 19′ 4″ N, 10° 13′ 40″ O | Grabmal mit Sockel o. N.    |              | 44501876 | BW             |
| Kirchhofstraße 52° 19′ 4″ N, 10° 13′ 40″ O | Grabmal „Wagenscheid“       |              | 44501893 |                |
| Kirchhofstraße 52° 19′ 4″ N, 10° 13′ 40″ O | Grabmal „Hildebrandt“       |              | 44501910 |                |
| Kirchhofstraße 52° 19′ 4″ N, 10° 13′ 40″ O | Grabmal „Knüppel“           |              | 44501994 |                |
| Kirchhofstraße 52° 19′ 5″ N, 10° 13′ 40″ O | Grabmal „zum Berge“         |              | 44502011 |                |
| Kirchhofstraße 52° 19′ 4″ N, 10° 13′ 40″ O | Grabmal „Blume“             |              | 44502032 |                |
| Kirchhofstraße 52° 19′ 4″ N, 10° 13′ 41″ O | Grabmal „Berkhoff“          |              | 44502058 | BW             |
| Kirchhofstraße 52° 19′ 4″ N, 10° 13′ 42″ O | Grabmal „Kappe“             |              | 44502077 |                |
| Kirchhofstraße 52° 19′ 4″ N, 10° 13′ 42″ O | Grabmal mit Sockel o. N.    |              | 44502110 | BW             |
| Kirchhofstraße 52° 19′ 5″ N, 10° 13′ 42″ O | Grabmal „Georg Karl Wiesen“ |              | 44502131 | BW             |
| Kirchhofstraße 52° 19′ 5″ N, 10° 13′ 42″ O | Grabmal „Sperling“          |              | 44502155 | BW             |

### Gruppe: Kniepenburg 9, 10
Die Gruppe hat die ID 31374456. Gruppe zweier zwei- und dreigeschossiger Fachwerkhäuser mit Zwerchhaus.

| Lage                                        | Bezeichnung | Beschreibung                                                                        | ID       | Bild |
| ------------------------------------------- | ----------- | ----------------------------------------------------------------------------------- | -------- | ---- |
| Kniepenburg 9 52° 19′ 22″ N, 10° 13′ 13″ O  | Wohnhaus    | Zweigeschossiger Fachwerkbau mit Zwerchhaus und seitlicher Erweiterung, um 1750.    | 31377463 |      |
| Kniepenburg 10 52° 19′ 22″ N, 10° 13′ 13″ O | Wohnhaus    | Dreigeschossiger Fachwerkbau unter Satteldach mit Zwerchhaus und Ladeluke, um 1840. | 31377483 |      |

### Gruppe: Rosenhagen 24
Die Gruppe hat die ID 9992888. Hausstelle aus Wohnhaus, ehemals mit hofseitigem Anbau, und Nebengebäude.

| Lage                                       | Bezeichnung  | Beschreibung | ID       | Bild |
| ------------------------------------------ | ------------ | --- | -------- | ---- |
| Rosenhagen 24 52° 19′ 35″ N, 10° 13′ 35″ O | Wohnhaus     | Dreigeschossiges Fachwerkgebäude unter Satteldach, errichtet in der Mitte des 19. Jh. mit Jugendstilelementen von um 1905. | 39991185 | BW   |
| Rosenhagen 24 52° 19′ 35″ N, 10° 13′ 34″ O | Nebengebäude | Hofraum abschließendes Nebengebäude aus Fachwerk um 1920 errichtet, mit Backofen.                                          | 39991233 | BW   |

### Gruppe: Rosenhagen 31 und 32
Die Gruppe hat die ID 39986304. Zwei zweigeschossige Fachwerkhäuser mit Zwerchhaus unter Satteldach.

| Lage                                       | Bezeichnung          | Beschreibung | ID       | Bild |
| ------------------------------------------ | -------------------- | --- | -------- | ---- |
| Rosenhagen 31 52° 19′ 35″ N, 10° 13′ 37″ O | Wohn-/ Geschäftshaus | Zweigeschossiger Fachwerkbau mit mittigem Zwerchhaus unter ziegelgedecktem Satteldach. Straßenseite mit Platten verblendet, Rückseite mit Sichtfachwerk, Bauzeichnung von 1863.                                                   | 39986282 | BW   |
| Rosenhagen 32 52° 19′ 35″ N, 10° 13′ 36″ O | Wohn-/ Geschäftshaus | Zweigeschossiger Fachwerkbau mit breiten mittigen Zwerchhaus unter ziegelgedecktem Satteldach. Im Innern Raumkonstrukturen der Bauzeit aus der Mitte des 19. Jh. erhalten. Straßenseite verschalt, die Rückseite fachwerksichtig. | 39986425 | BW   |

### Gruppe: Rosenhagen 36, 37
Die Gruppe hat die ID 35852644. Häuserzeile aus dreigeschossigen und zweigeschossigen Fachwerkwohnhaus aus dem 19. und 18. Jh.

| Lage                                       | Bezeichnung          | Beschreibung | ID       | Bild |
| ------------------------------------------ | -------------------- | --- | -------- | ---- |
| Rosenhagen 36 52° 19′ 34″ N, 10° 13′ 35″ O | Wohn-/ Geschäftshaus | Dreigeschossiger Fachwerkbau mit Satteldach, originale Öffnungen sichtbar, Fachwerk hinter Behang aus Faserplatten. Gebäude im Zuge der zweiten großen Siedlungsphase Rosenhagens erbaut. Bauantragszeichnungen von 1876. | 40470057 | BW   |
| Rosenhagen 37 52° 19′ 34″ N, 10° 13′ 35″ O | Wohnhaus             | Zweigeschossiges Fachwerkgebäude, OG leicht vorkragend unter Satteldach mit Zwerchhaus, im Gesimsband Inschrift mit Datierung auf „1756“. Regional verbreiteter Typus eines Bürgerhauses im 17.-19. Jh.                   | 31378028 | BW   |

### Gruppe: Rosenhagen 40, 41, 42, 43, 44
Die Gruppe hat die ID 40474538. Häuserzeile von fünf dreigeschossigen Wohn-/Geschäftshäusern mit Nebengebäuden.

| Lage                                       | Bezeichnung          | Beschreibung | ID       | Bild |
| ------------------------------------------ | -------------------- | --- | -------- | ---- |
| Rosenhagen 40 52° 19′ 34″ N, 10° 13′ 34″ O | Wohn-/ Geschäftshaus | Dreigeschossiger roter Backsteinbau mit Gesimsziersetzungen, traufenständig unter Satteldach. EG mit originalem Ladeneinbau, Putzgliederung und originalen Eingangstüren. Bauzeichnung von 1888. Gebäude der dritten großen Siedlungsphase. | 40474211 | BW   |
| Rosenhagen 40 52° 19′ 33″ N, 10° 13′ 35″ O | Nebengebäude         | Nebengebäude seitlich im Hof. | 40474342 | BW   |
| Rosenhagen 40 52° 19′ 33″ N, 10° 13′ 35″ O | Hintergebäude        | Hintergebäude, welches die ganze Breite der Parzelle einnimmt. | 41841708 | BW   |
| Rosenhagen 41 52° 19′ 33″ N, 10° 13′ 34″ O | Wohn-/ Geschäftshaus | Dreigeschossiger Fachwerkbau mit nachträglicher massiver Vorderfassade um 1862. | 40474570 | BW   |
| Rosenhagen 42 52° 19′ 33″ N, 10° 13′ 34″ O | Wohn-/ Geschäftshaus | Dreigeschossiger traufständiger Fachwerkbau unter Satteldach. | 40474772 | BW   |
| Rosenhagen 43 52° 19′ 33″ N, 10° 13′ 34″ O | Wohnhaus             | Dreigeschossiger Fachwerkbau mit gekuppelten Ständern, traufständig unter rotem Ziegelsatteldach, um 1850. | 40474834 | BW   |
| Rosenhagen 43 52° 19′ 33″ N, 10° 13′ 35″ O | Nebengebäude         | Nebengebäude im Innenhof der Parzelle. | 42088245 | BW   |
| Rosenhagen 43 52° 19′ 33″ N, 10° 13′ 35″ O | Nebengebäude         | Nebengebäude hinter dem Innenhof, die komplette Parzellenbreite ausfüllend. | 42088372 | BW   |
| Rosenhagen 43 52° 19′ 33″ N, 10° 13′ 35″ O | Nebengebäude         | | 42088389 | BW   |
| Rosenhagen 44 52° 19′ 33″ N, 10° 13′ 34″ O | Wohnhaus             | Dreigeschossiger Fachwerkbau mit gekuppelten Ständern, traufständig unter rotem Ziegelsatteldach mit rückwärtigen Ladeerker und Nebengebäude, um 1858.                                                                                      | 40475068 | BW   |
| Rosenhagen 44 52° 19′ 33″ N, 10° 13′ 34″ O | Nebengebäude         | Anbau als Nebengebäude hinter dem Wohnhaus Rosenhagen 44. | 42088436 | BW   |

### Gruppe: Gäbler-Villa
Die Gruppe hat die ID 39992866. Die Gruppe der Gäbler Villa ist ein Teil des Gesamtwerkes des Peiner Baumeisters und Architekten Anton van Norden. Das Ensemble aus Park, Villa und ihrer Innenausstattung durchzieht eine Gestaltung in den Formen des Jugendstils. Die rückseitigen Fabrikgebäude bestehen heute nicht mehr.

| Lage                                              | Bezeichnung | Beschreibung | ID       | Bild |
| ------------------------------------------------- | ----------- | --- | -------- | ---- |
| Woltorfer Straße 77b 52° 19′ 14″ N, 10° 14′ 47″ O | Villa       | Massiver Putzbau unter Vollwalmdach, erbaut 1922. EG und DG voll ausgebaut unter Wiederverwendung eines älteren Vorgängerbaus. Gebäudefront durch Weg durch den vorgelagerten Park erschlossen. Eingang gliedert sich in Altan mit Freitreppe und darüber zurückgezogenem Stockwerk mit Rundgiebel, flankiert von zwei Seitenrisaliten. Segmentfenster unten mit Fensterläden. Außergewöhnliche Innenraumgestaltung für den Freimaurer Gäbler. Fabrikantenvilla auf ursprünglichen Firmengrundstück. | 39990892 | BW   |
| Woltorfer Straße 77b 52° 19′ 14″ N, 10° 14′ 48″ O | Park        | Vorgelagerter Park der Gäbler Villa mit repräsentativer Zuwegung und vorgelagertem Eingangsplatz. Angelegte Blumenbeete, Hecken und Baumbestand. Rückwärtig der Villa war ursprünglich das Fabrikgelände. | 39990920 | BW   |

### Einzelbaudenkmal
| Lage                                                    | Bezeichnung                            | Beschreibung | ID       | Bild           |
| ------------------------------------------------------- | -------------------------------------- | --- | -------- | -------------- |
| Am Markt 4 52° 19′ 23″ N, 10° 13′ 30″ O                 | Wohn-/ Geschäftshaus                   | Dreigeschossiges Fachwerkgebäude mit großen spiegelsymmetrischen Zwerchhaus. | 31375691 |                |
| Am Markt 5 52° 19′ 23″ N, 10° 13′ 30″ O                 | Wohn-/ Geschäftshaus                   | Dreigeschossiges Fachwerkgebäude unter Satteldach mit Ladeluke, Ständerfachwerk mit Fußbändern, OGs vorkragend mit geschnitzten Füllhölzern. | 31375714 |                |
| Am Markt 7 52° 19′ 24″ N, 10° 13′ 30″ O                 | Wohn-/ Geschäftshaus                   | Dreigeschossiges Fachwerkgebäude mit Mittelrisalit in Zierfachwerk unter Walmdach, mit zweigeschossigen Anbau, dessen OG mit Zierfachwerk und Erker. An ein kleines Reiterstandbild des St. Georg und Vogelskulptur in Holz sowie Inschriften. | 31375738 |                |
| Am Markt 8 52° 19′ 25″ N, 10° 13′ 31″ O                 | Wohn-/ Geschäftshaus                   | Dreigeschossiges Fachwerkgebäude auf Natursteinsockel unter Satteldach mit mittigem Zwerchhaus. | 31375762 | BW             |
| Am Markt 10 52° 19′ 25″ N, 10° 13′ 32″ O                | Wohn-/ Geschäftshaus                   | Dreigeschossiger Putzbau unter Satteldach mit geschweiftem Giebel und polygonalem Mittelerker. Hauptfassade mit Jugendstilformen gestaltet. | 31375785 |                |
| Am Markt 15 52° 19′ 25″ N, 10° 13′ 35″ O                | Wohn-/ Geschäftshaus                   | Dreigeschossiger Ziegelbau unter Satteldach mit Eckerker mit Spitzhaube und polygonalem Mittelerker. Bauzierde im Stile der Neorenaissance. | 31375809 |                |
| Am Markt 21 52° 19′ 23″ N, 10° 13′ 34″ O                | Rathaus                                | Zweigeschossiger Fachwerkbau mit massiver Hauptfassade zum Markt unter flachem Walmdach mit achteckiger Laterne und Glockenspiel. Verputzte Fassade mit Sandsteingliederungen, Seitenrisaliten und Attika mit Mittelbekrönung. Inschrift „Anno 1876“ in Brüstungsfeldern der Krönung, Wetterfahne mit Datierung 1872. | 31375832 | Weitere Bilder |
| An der Laubenkolonie 52° 19′ 40″ N, 10° 11′ 58″ O       | Jüdischer Friedhof                     | 1728 zum Anlass einer Erweiterung erstmals urkundlich erwähnt, im gleichen Jahr von Hecke eingefriedet. Kriegerdenkmal von 1920, Gedenkstein für NS-Opfer erbaut 1957. 1943 einige Tote in Seitenareal umgebettet und die Gräber mit Kissengrabsteinen versehen. Ca. 35 Grabsteine erhalten, auf dem Hauptteil neun alte Grabsteine mit hebräischer sowie zwei aus dem 20. Jh. mit deutschsprachiger Inschrift. | 31376085 | Weitere Bilder |
| Bahnhofstraße 26 52° 19′ 12″ N, 10° 13′ 49″ O           | Wohn-/ Geschäftshaus                   | Zweigeschossiger Fachwerkbau unter Satteldach mit Zwerchhaus, Inschrift: „Erbaut 1768“. | 31376108 | BW             |
| Bahnhofstraße 27 52° 19′ 13″ N, 10° 13′ 49″ O           | Wohn-/ Geschäftshaus                   | Viergeschossiger Klinkerbau mit geschwungener Fassade, Ladeneinbau im EG, Attika mit expressionistischen Zierformen, errichtet 1929 von Architekt Anton van Norden (im Kern wohl älter). | 31376130 | BW             |
| Beethovenstraße 4 52° 19′ 12″ N, 10° 13′ 59″ O          | Villa                                  | Zweigeschossiger, verputzter Massivbau unter Halbwalmdach mit Eckerker, Mittelerker und Schweifgiebel mit Muschelwerk, um 1880 errichtet. | 31376153 | BW             |
| Beethovenstraße 13 52° 19′ 10″ N, 10° 14′ 0″ O          | Wohnhaus                               | Dreigeschossiger Massivbau mit Mittelrisalit unter Haubendach, Gestaltungselemente im Jugendstil, Inschrift „1903“. | 31376175 | BW             |
| Beethovenstraße 15 52° 19′ 10″ N, 10° 14′ 0″ O          | Wohnhaus                               | Dreigeschossiger, verputzter Eckbau unter Mansarddach mit Gestaltungselementen der Neorenaissance, um 1900 errichtet. | 31376198 | BW             |
| Braunschweiger Straße 65 52° 18′ 54″ N, 10° 14′ 25″ O   | Direktorenvilla                        | Im englischen Landhausstil gestaltete Villa mit Parkgrundstück, ehemals als Direktorenvilla des Peiner Walzwerkes errichtet. Erbaut 1906. Architekt Rudolf Vogel. | 31376222 |                |
| Breite Straße 1 52° 19′ 22″ N, 10° 13′ 33″ O            | Wohn-/ Geschäftshaus                   | Dreigeschossiger Ziegelbau mit Eckerker unter Mansarddach, Fassadenzier im neogotischen Stile, Inschrift im zentralen Fenstergiebel: „Erbaut 1886“. | 31376244 | BW             |
| Breite Straße 13 52° 19′ 20″ N, 10° 13′ 38″ O           | St.-Jacobi-Kirche                      | Neugotische Saalkirche 1896 – 1899 errichtet in Sandsteinquadermauerwerk mit quadratischem Westturm und rechteckigem Chor. Verwendung von flankierenden Türmen im Chor und Turmbereich. Architekt war Eberhard Hillebrand aus Hannover. Bauzeitliche und künstlerisch gestalteten Ausmalungen des Innenraumes und der Fenster von Alexander Linnemann. Orgel von 1963. | 31376267 | Weitere Bilder |
| Breite Straße 15 52° 19′ 19″ N, 10° 13′ 39″ O           | Geschäftshaus Fels                     | Viergeschossiger Massivbau auf trapezförmigem Grundriss. Aufwendige Fassadengliederungen in Sandstein in Jugendstilformen. Architekt Anton van Norden (Peine) unter Bauherr Louis Fels. | 31376291 | BW             |
| Breite Straße 19 52° 19′ 19″ N, 10° 13′ 42″ O           | Stiegenhaus                            | Dreigeschossiger Fachwerkbau unter Satteldach mit Zwerchhaus, Inschrift mit Datierung „Anno 1708“. | 31376314 | BW             |
| Breite Straße 30 52° 19′ 16″ N, 10° 13′ 44″ O           | Wohn-/ Geschäftshaus                   | Dreigeschossiger Ziegelbau mit Werksteineinfassungen und Eckerker im Stile der Neorenaissance, Inschrift „1896“. | 31376336 | BW             |
| Breite Straße 31/32 52° 19′ 17″ N, 10° 13′ 44″ O        | Wohn-/ Geschäftshaus                   | Viergeschossige Eckbebauung zur Straße „Winkel“ auf drei historischen Hausparzellen, erbaut 1930/31 vom Architekten Martin Mendler (München) und dem Bauherrn Curt Rother. Bauflucht zur Breiten Straße konvex gebogen. Gebäude mit bauzeitlichem Fensterbestand, freitragender Wendeltreppe von 1956/1966 und Schaufensteranlage „Winkel“ von 1956. | 31380611 | BW             |
| Breite Straße 49 52° 19′ 19″ N, 10° 13′ 36″ O           | Wohn-/ Geschäftshaus                   | Dreigeschossiger, schmaler Fachwerkbau mit mittigem Zwerchhaus und gekuppelten Ständern zur Straße. Rückwärtig dreigeschossiger Fachwerkanbau. | 37629655 | BW             |
| Breite Straße 53 52° 19′ 21″ N, 10° 13′ 34″ O           | Wohn-/ Geschäftshaus                   | Dreigeschossiger giebelständiger Fachwerkbau mit drei Dachböden unter Satteldach, Ladeluken mit erhaltenem Flaschenzug, reich verziertem Fachwerk, profilierten Füllhölzern und Inschrift in Canzlenschrift mit Datierung auf 1677. | 31376359 | BW             |
| Breite Straße 57 52° 19′ 21″ N, 10° 13′ 33″ O           | Wohn-/ Geschäftshaus                   | Viergeschossiger Fachwerkbau mit vorgesetzter Pilastergliederung im ersten und zweiten OG, Satteldach mit breiten Zwerchhaus. | 31376383 | BW             |
| Breite Straße 58 52° 19′ 21″ N, 10° 13′ 33″ O           | Wohn-/ Geschäftshaus                   | Die 1595 (d) errichtete Gaststätte mit Umspannstation, ehemals mit seitlichen Einfahrtstor welches um 1712 (d) geschlossen wurde. Um 1795 (d) ehemals fünffach vorkragende Schaugiebel umgebaut. Farbig gestaltete Ausfachungen, profilierte Knaggen und geschnitzte Zierfriese in Schwellenbalken und Füllhölzern. Im Hinterhof ein massives Nebengebäude in Ziegelbauweise aus dem 19. Jh. | 31376405 | BW             |
| Breite Straße 60 52° 19′ 22″ N, 10° 13′ 32″ O           | Wohn-/ Geschäftshaus                   | Dreigeschossiger Fachwerkbau unter Satteldach mit Zwerchhaus. Leicht vorkragende Geschosse mit verzierten Füllhölzer und Inschrift auf Schwellhölzern mit Datierung „1688“. | 31376430 | BW             |
| Burgstraße 4 52° 19′ 30″ N, 10° 13′ 20″ O               | Burgschule                             | Dreigeschossiger neogotischer Ziegelbau mit Mittelrisalit, dazugehörig ein Brunnen mit Mosaikzierformen. | 31376453 | BW             |
| Damm 7 52° 19′ 22″ N, 10° 13′ 23″ O                     | Wohnhaus                               | Zweigeschossiger Fachwerkbau unter Satteldach mit Zwerchhaus. | 31376476 |                |
| Damm 16 52° 19′ 23″ N, 10° 13′ 21″ O                    | Wohnhaus                               | Zweigeschossiger traufständiger Fachwerkbau unter Satteldach mit Zwerchhaus. | 31376579 |                |
| Damm 18 52° 19′ 23″ N, 10° 13′ 20″ O                    | Wohnhaus                               | Zweigeschossiger traufständiger Fachwerkbau mit vorkragenden Geschossen unter Satteldach mit Zwerchhaus. Ehemals mit Blatt- und Rankenmalerei an Füllhölzern und Schwellen, Pelikan auf Ladetür am Zwerchhaus. Zierinschrift am Schwellbalken des ersten OG „1611“, konnte dendrochronologisch bestätigt werden. Ehemals giebelständig orientierte Gebäude an seitlicher Gasse gelegen. OG und DG 1710 (d) erneuert mit traufständiger Ausrichtung. | 31376601 |                |
| Damm 23 52° 19′ 23″ N, 10° 13′ 17″ O                    | Wohnhaus                               | Zweigeschossiger queraufgeschlossener Fachwerkbau unter Satteldach mit Zwerchhaus. | 31376665 | BW             |
| Damm 34 52° 19′ 24″ N, 10° 13′ 17″ O                    | Wohnhaus                               | Zweigeschossiger Fachwerkbau unter Satteldach mit Zwerchhaus. | 31376728 |                |
| Damm 47 52° 19′ 23″ N, 10° 13′ 23″ O                    | Wohnhaus                               | Zweigeschossiger Fachwerkbau unter Satteldach mit Zwerchhaus. | 31376750 |                |
| Duttenstedter Straße 52° 19′ 48″ N, 10° 15′ 10″ O       | Grenzstein                             | Grenzstein „KH-HB“ von 1815, mit rundem Kopf, aus Sandstein. | 31377525 | BW             |
| Duttenstedter Straße 52° 19′ 51″ N, 10° 15′ 21″ O       | Grenzstein                             | Grenzstein Nr. 34 von 1815 als Sandsteinobelisk. | 31377503 | BW             |
| Friedrich-Ebert-Platz 52° 19′ 2″ N, 10° 13′ 54″ O       | Wasserturm                             | Schlanker runder Ziegelturm mit achteckigem Kegeldach. In oberer Hälfte umlaufende spitzbögige Fenster unter Bogenfries, um 1880 errichtet. | 31376818 | Weitere Bilder |
| Friedrich-Ebert-Platz 21 52° 18′ 58″ N, 10° 13′ 48″ O   | Wilhelmschule                          | Dreigeschossiger Ziegelbau mit Treppengiebel mit neogotischen Blendmaßwerk über Mittelrisalit unter Mansarddach, um 1890 errichtet. | 31376772 | BW             |
| Friedrich-Ebert-Platz 23 52° 19′ 2″ N, 10° 13′ 46″ O    | Villa                                  | Zweigeschossiger, verputzter Massivbau mit Werksteineinfassungen mit Jugendstilmotiven, Mansardwalmdach und Mittelrisalit, um 1910 – 1918. | 31376795 |                |
| Goethestraße 22 52° 19′ 21″ N, 10° 13′ 56″ O            | Mehrfamilienhaus                       | Dreigeschossiger Massivbau mit ausgebautem DG. Mittelbetonung über leicht vorstehendem Risalit mit korbbogenförmigen Giebel unter Satteldach, beidseitig ebenfalls gewölbte Gauben. Gründerzeitbau mit Jugendstilelementen und Stuckverzierungen mit floralen Elementen an Straßenseite, Haustür mit flankierenden Stuckfiguren. Inschrift: „1906“. | 40560554 |                |
| Gröpern 14 52° 19′ 13″ N, 10° 13′ 48″ O                 | Wohn-/ Geschäftshaus                   | Viergeschossiger Klinkerbau mit expressionistischen Zierformen, Terrakottenverkleidung, polygonaler Erker im ersten Geschoß, unter Satteldach mit Zwerchhaus, um 1925. | 31376975 | BW             |
| Gröpern 16 52° 19′ 14″ N, 10° 13′ 47″ O                 | Wohn-/ Geschäftshaus                   | Dreigeschossiger Fachwerkbau unter Satteldach mit Zwerchhaus, um 1780/1800 errichtet. | 31376998 | BW             |
| Gröpern 22 52° 19′ 15″ N, 10° 13′ 46″ O                 | Wohn-/ Geschäftshaus                   | Dreigeschossiger Ziegelbau an Straßenecke mit Eckerker mit Turm, Inschrift: „1908“. | 31377020 | BW             |
| Gunzelinstraße 1 52° 19′ 35″ N, 10° 14′ 4″ O            | Wohn-/ Geschäftshaus                   | Zweigeschossiges Eckgebäude aus Klinker mit Arkadengang, Stufengiebel sowie Giebelskulptur. Bau im Stile des Backsteinexpressionismus um 1925. Die Schlusssteine der Arkaden mit blau glasierten Terrakotten, der Schlussstein der mittleren Arkade zeigt den namensgebenden Elefanten. Architekt Anton van Norden. | 31377043 | Weitere Bilder |
| Gunzelinstraße 31 52° 19′ 38″ N, 10° 14′ 20″ O          | Kapelle                                | Einschiffige Friedhofskapelle in Ziegel unter Satteldach mit Dachreiter, um 1890. Hauptportal mit Engel im Tympanonfeld und im Norden mit Rückportal bestückter Annex. | 31377067 |                |
| Gunzelinstraße 31 52° 19′ 38″ N, 10° 14′ 19″ O          | Grabstelle                             | Sonnenberg, 1912, westlich der Kapelle | 31377090 | BW             |
| Hagenstraße 12 52° 19′ 24″ N, 10° 13′ 44″ O             | Wohnhaus                               | Zweigeschossiger Ziegelbau mit Eckerker, Mittelrisalit an den Schauseiten, Pilastergliederung und Fries mit Blattmotiven. 1907 datiert, ehemals Gebäude der städtischen Sparkasse. | 31377111 |                |
| Hans-Marburger-Straße 8 52° 19′ 27″ N, 10° 13′ 56″ O    | Schule                                 | Bodenstedtschule | 31377179 |                |
| Hans-Marburger-Straße 8 52° 19′ 25″ N, 10° 13′ 55″ O    | Turnhalle                              | Bodenstedtschule | 31381069 |                |
| Hannoversche Heerstraße 84 52° 19′ 38″ N, 10° 11′ 58″ O | Stadtwache                             | 1662 erbaut, Inschrift deutet auf Baujahr. 1867 als Gartenhaus an den heutigen Standort transloziert. Eingeschossiger Fachwerkbau mit offener Laube unter Arkaden mit Mansardwalmdach. | 31377134 | BW             |
| Herzberg 52° 20′ 6″ N, 10° 13′ 34″ O                    | Wasserturm                             | Wasserturm mit rechteckigem EG, darauf runder Turmaufbau, abgeschlossen durch Zinnenbekrönte Brüstung. Inschrift: „Erbaut 1908“. | 31377226 | Weitere Bilder |
| Hindenburgstraße 16 52° 19′ 27″ N, 10° 14′ 6″ O         | Logengebäude                           | Dreigeschossiger verputzter Massivbau mit Sandsteingliederungen. Aufwendig gestaltete Bauzier im Stile des Neoklassizismus und Expressionismus, datiert auf 1926, ausführender Architekt Alwin Genschel. | 31377248 |                |
| Horst 2 52° 19′ 7″ N, 10° 12′ 54″ O                     | Kapelle St. Nicolai                    | „Horst-Kapelle“, Fachwerkbau auf Bruchsteinsockel unter Vollwalmdach mit mittigem Dachreiter, datiert auf 1739/40. | 31377273 | BW             |
| Horst 4 52° 19′ 8″ N, 10° 12′ 54″ O                     | Hospital                               | Eingeschossiger Fachwerkbau unter Krüppelwalmdach und Zwerchhaus, um 1800. | 31377295 | BW             |
| Kantstraße 22 52° 19′ 24″ N, 10° 14′ 1″ O               | Wohnhaus                               | Dreigeschossiger verputzter Massivbau mit Mittel- und Eckerker sowie Figurenschmuck im Stile der Neorenaissance, Inschrift mit Datierung „1899“. | 31377338 |                |
| Kastanienallee 52° 20′ 0″ N, 10° 13′ 49″ O              | Gedenkstätte Joseph Enseling           | Kreisrunde Platzanlage umrandet von einem geböschten Hang, der nach Norden hin ansteigt. Auf Nord – Süd ausgerichteter Mittelachse im Norden Gefallenendenkmal und im Süden Mahnmal. Nördliches Gefallenendenkmal von Joseph Bernhard Hubert Enseling von 1937: Ein Kenotaph mit Skulptur eines liegenden Soldaten und zwei Leuchten, im Sockel die Inschrift „Den Kameraden“, vor Treppenanlage mit Gedenkstein für beide Weltkriege. Jüngeres Mahnmal aus den 1990er Jahren: Bronzeplastik einer angeketteten hageren Figur , auf Sockel aus Sichtbeton und zu den Seiten hin von Sichtbetonwänden mit Inschriftentafeln flankiert, die an die im Nationalsozialismus verübten Gräuel gedenkt. | 31377423 | BW             |
| Luisenstraße 5 52° 19′ 19″ N, 10° 13′ 29″ O             | Wallschule                             | Mehrteiliger langgestreckter zweigeschossiger Ziegelbau mit Treppengiebeln, Dachreiter und neogotischen Zierelementen. | 31377569 |                |
| Rosenthaler Straße 7 52° 19′ 22″ N, 10° 13′ 26″ O       | Wohnhaus                               | Zweigeschossiger Fachwerkbau unter Satteldach mit mittigem Zwerchhaus. Eingeschossiger Fachwerkanbau mit Zwerchhaus. | 31378051 |                |
| Schlossstraße 3 52° 19′ 28″ N, 10° 13′ 18″ O            | Wohnhaus                               | Zweigeschossiger Fachwerkbau, vorkragend, unter Satteldach mit Zwerchhaus. | 31378074 | BW             |
| Schlossstraße 5 52° 19′ 26″ N, 10° 13′ 17″ O            | Wohnhaus                               | Zweigeschossiger Fachwerkbau unter Satteldach mit Zwerchhaus. | 31378097 | BW             |
| Schützenstraße 4 52° 19′ 13″ N, 10° 13′ 52″ O           | Wohn-/ Geschäftshaus                   | Dreigeschossiger Massivbau, mit Mittelerker, Ecktürmchen und aufwendiger, zeittypischer Formensprache, um 1898 errichtet. EG wurde um 1993 nach vorhandenen Plänen wiederhergestellt. | 37629771 | BW             |
| Schützenstraße 11 52° 19′ 14″ N, 10° 13′ 53″ O          | Villa Härke                            | | 47576753 | BW             |
| Senator-Voges-Straße 52° 19′ 29″ N, 10° 13′ 59″ O       | Gefallenendenkmal                      | Frauenskulptur (Germania) auf Sandsteinsockel zur Andacht an die gefallenen Soldaten der Stadt Peine. Ursprünglich als Siegessymbol nach dem Deutsch-Französischen Krieg hält sie die Attribute des aus dem Schaft gezogenen Schwertes, die Krone auf dem Haupte und die rechte Hand gen Himmel gestreckt, mit einem Lorbeerkranz der nachträglich entfernt wurde. Ursprünglich am Markt, wurde 1952 in den Herzberg/Kastanienallee transloziert und seit 1990 Senator-Voges-Straße. | 31378162 |                |
| Senator-Voges-Straße 3 52° 19′ 29″ N, 10° 13′ 56″ O     | Wohn-/ Geschäftshaus                   | Zweigeschossige verputzte Villa mit Zwerchhäusern unter Mansardwalmdach mit Zierelementen im Jugendstil, um 1910 errichtet durch Anton van Norden. | 31378120 |                |
| Stederdorfer Straße 3 52° 19′ 26″ N, 10° 13′ 33″ O      | Wohn-/ Geschäftshaus                   | Dreigeschossiger Fachwerkbau mit großen mittigen Zwerchhaus sowie Ladeluken. | 31378184 | BW             |
| Stederdorfer Straße 5 52° 19′ 27″ N, 10° 13′ 32″ O      | Wohn-/ Geschäftshaus                   | Dreigeschossiger Fachwerkbau unter Satteldach mit Zwerchhaus. | 31378206 | BW             |
| Stederdorfer Straße 32 52° 19′ 28″ N, 10° 13′ 33″ O     | Wohnhaus                               | Dreigeschossiger Ziegelbau, mit verputztem EG und Äskulapfigur über Eingang, mit Inschrift „AD 1891“, renoviert 1946, Architekt Anton van Norden. | 31378247 | BW             |
| Sundernstraße 52° 20′ 29″ N, 10° 13′ 9″ O               | Grenzstein                             | Grenzstein Nr. 9 von 1771 an ehemaliger Grenze zwischen den Ämtern Peine und Meinersen, Sandsteinobelisk, mit Inschrift „P.“ und „M.“. | 31377547 | BW             |
| Sundernstraße 52° 20′ 29″ N, 10° 13′ 5″ O               | Sundernbrücke                          | Keilsteinbogenbrücke aus Sandstein mit einem Bogen, überhöhtem Schlussstein und Brüstungen aus Werkstein. 1775 an ehemaligen Grenze zwischen den Ämtern Peine und Meinersen errichtet. | 31378271 | BW             |
| Vöhrumer Straße 5 52° 19′ 38″ N, 10° 12′ 27″ O          | Grabdenkmal                            | „Trauernder Bergmann“ | 31378293 | BW             |
| Vöhrumer Straße 5 52° 19′ 38″ N, 10° 12′ 27″ O          | Rasenfläche                            | „Trauernder Bergmann“ | 31381201 | BW             |
| Von-Ketteler-Platz 1 52° 19′ 27″ N, 10° 13′ 20″ O       | Kirche Zu den heiligen Engeln          | Dreischiffige, neugotische Hallenkirche in Backstein mit Westturm. | 31378337 | Weitere Bilder |
| Von-Ketteler-Platz 2/3 52° 19′ 28″ N, 10° 13′ 19″ O     | Pfarramt                               | Zweigeschossiger L-förmiger Fachwerkbau auf Bruchsteinsockel unter Mansarddach mit Zwerchhaus. Fassade mit Schieferbehang. | 31378360 | BW             |
| Winkel 10 52° 19′ 16″ N, 10° 13′ 40″ O                  | Wohnhaus                               | Zweigeschossiger Fachwerkbau mit außermittigem Zwerchhaus mit Ladeluke unter Satteldach, Inschrift „Anno 1758“. | 31378404 | BW             |
| Winkel 15 52° 19′ 17″ N, 10° 13′ 43″ O                  | Lagergebäude                           | Viergeschossiges schmales Lagergebäude mit Putzfassade, dreiteiligen Fensterbändern mit Klinkerunterteilung in den oberen Geschossen, sowie ein östlich anschließendes Nachbargebäude. | 47487817 | BW             |
| Woltorfer Straße 52° 18′ 30″ N, 10° 17′ 35″ O           | Brücke BW 401                          | Parabelträgerbrücke aus Stahlfachwerk über Mittellandkanal. Brücke auf Widerlagern aus Stahlbeton. Fahrbahnplatte von unten verstrebt, oben Pfosten mit Diagonalstreben, die in den miteinander verstrebten parabolischen Obergurten münden. | 31378448 | BW             |
| 52° 19′ 56″ N, 10° 12′ 51″ O                            | Plockhorstbahn DB Strecke 1723 km 14,5 | Eisenbahnbrücke über die Fuhse, Stahl-Fachwerk-Konstruktion, wohl mit Peiner Trägern, im Zuge der (stillgelegten) Plockhorstbahn zwischen 1914–16 errichtet. | 45253308 | BW             |

## Röhrse

### Gruppe: Kapelle Röhrse
Die Gruppe hat die ID 31374508. Fachwerk-Kapelle von 1836/37 sowie Gefallenendenkmal nach 1918 im Dorfzentrum.

| Lage                                    | Bezeichnung    | Beschreibung | ID       | Bild |
| --------------------------------------- | -------------- | --- | -------- | ---- |
| Im Orte 12 52° 21′ 47″ N, 10° 10′ 10″ O | Kriegerdenkmal | Natursteinmonolith auf Bruchsteinsockel. Im Monolith eisernes Kreuz und Gedenkschrift an die Gefallenen von 1914/18 eingraviert, darunter auf separatem Werkstein Gedenktafel an die Gefallenen und Vermissten im Zweiten Weltkrieg. | 31378471 | BW   |
| Im Orte 12 52° 21′ 48″ N, 10° 10′ 10″ O | Kapelle Röhrse | Fachwerkkapelle in Ständerbauweise und Ziegelmauerwerk auf Natursteinsockel, mit Sprossenfenstern unter Walmdach. Auf Dachfirst Dachreiter aus Kupferblech mit Pyramidenhaube und Wetterhahn.                                        | 31378506 |      |

## Rosenthal

### Gruppe:Hofschwicheldt
Die Gruppe hat die ID 31374495. Rechteckiger Haupthof mit Herrenhaus von 1887, Gutsarbeiterhaus und Wirtschaftsgebäuden. Auf Westseite angefügter Parallelhof. Einige Bauten mit Monogramm von König Georg V. (Hannover). Parkanlage sowie Teichanlagen.

| Lage                                         | Bezeichnung        | Beschreibung | ID       | Bild |
| -------------------------------------------- | ------------------ | --- | -------- | ---- |
| Hofschwicheldt 1 52° 17′ 21″ N, 10° 8′ 35″ O | Herrenhaus         | Langgestreckter, zweigeschossiger Fachwerkbau auf massiven Backsteinsockel unter Krüppelwalmdach, datiert auf 1787.               | 31375464 | BW   |
| Hofschwicheldt 1 52° 17′ 23″ N, 10° 8′ 33″ O | Wirtschaftsgebäude | Langgestreckter Ziegelbau mit mittigem Fortsatz nach Westen und am Nordende nach Osten.                                           | 31375486 | BW   |
| Hofschwicheldt 1 52° 17′ 22″ N, 10° 8′ 31″ O | Stall              | Langrechteckiger Ziegelbau, Wandfläche durch Wandpfeiler mit dazwischen spannenden Segmentbögen strukturiert, unter Halbwalmdach. | 31375503 | BW   |
| Hofschwicheldt 2 52° 17′ 18″ N, 10° 8′ 37″ O | Wohnhaus           | Zweigeschossiger Fachwerkbau auf Bruchsteinsockel unter Krüppelwalmdach, nach 1840 errichtet als Wohnhaus der Gutsarbeiter.       | 31375571 | BW   |

### Gruppe: Gut Rosenthal
Die Gruppe „Gut Rosenthal“ hat die ID 31374521. Ortsgeschichtliche bedeutsame und ortsbildprägende Gutsanlage mit Herrenhaus von einem Ringgraben, Außen- u. Innenwall umgeben, Wirtschaftsgebäuden und Park. Die ehemalige Burganlage wurde 1255 überwiegend zerstört. Der heutige Wirtschaftshof ehemals Vorhof der Burganlage.

| Lage                                        | Bezeichnung   | Beschreibung | ID       | Bild |
| ------------------------------------------- | ------------- | --- | -------- | ---- |
| Kirchstraße 8 52° 18′ 12″ N, 10° 10′ 33″ O  | Herrenhaus    | Zweigeschossige Villa in Ziegelbauweise auf Sockelgeschoss mit erhöhten Mittelrisalit und Turm. 1854 im Auftrag des Hofbuchhändlers Hahn aus Hannover nach Plänen des Hofbaumeisters Christian Heinrich Tramm gebaut. Auf Nordseite zweistöckiger Anbau von Ende 19. Jh. | 31378563 | BW   |
| Kirchstraße 8 52° 18′ 10″ N, 10° 10′ 35″ O  | Park          | Landschaftsgarten aus zweiter Hälfte des 19. Jh., mit altem Baumbestand und zahlreichen baulichen Ausstattungselementen wie z.B. Grotten,Treppen oder Brücken. Gartengestaltung vermutlich von Christian Heinrich Tramm / Christian Schaumburg konzipiert.               | 31380772 | BW   |
| Kirchstraße 8 52° 18′ 9″ N, 10° 10′ 33″ O   | Befestigung   | Reste der mittelalterlichen Befestigungsanlage als Ringgraben mit Außen- und Innenwall, wahrscheinlich aus der Zeit um 1240. | 31380797 | BW   |
| Kirchstraße 8 52° 18′ 8″ N, 10° 10′ 32″ O   | Allee         | Die Hofzufahrt von Süden aus als repräsentative Zuwegung zum Gutshof, durch Baumreihen und Ziegelmauern beidseitig eingefasst. | 31380820 | BW   |
| Kirchstraße 8 52° 18′ 10″ N, 10° 10′ 31″ O  | Brücke        | Bogenbrücke über dem ehem. Burggraben zwischen Wirtschaftshof und innerem Park führt mit großzügiger, gärtnerischer betonter Vorfahrt zum Herrenhaus. | 31380840 | BW   |
| Kirchstraße 8 52° 18′ 11″ N, 10° 10′ 37″ O  | Brücke        | Sandsteinbogenbrücke über den Burggraben südöstlich als Verbindung zwischen innerem und äußeren Park. | 31380860 | BW   |
| Kirchstraße 8 52° 18′ 10″ N, 10° 10′ 31″ O  | Gewächshaus   | Um 1875 als Anbau (Eisenkonstruktion) an das Stallgebäude errichtet und diente zur Aufzucht von Pflanzen für den Park und den Nutzgarten. | 31380880 | BW   |
| Kirchstraße 8 52° 18′ 10″ N, 10° 10′ 26″ O  | Stall         | Langgestreckten Ziegelbau mit Ziegelziersetzung an Traufen und Ortgang, unter Satteldächern mit Schleppgauben und Zwerchhaus. Erbaut zwischen 1854 und 1859. | 31380900 | BW   |
| Kirchstraße 8 52° 18′ 11″ N, 10° 10′ 27″ O  | Scheune       | Nördliche Begrenzung. Der Ursprungsbau zwischen 1854 und 1859 errichtet, 1961 nach Brand Außenmauern tw. erneuert. | 31380920 | BW   |
| Kirchstraße 8 52° 18′ 10″ N, 10° 10′ 30″ O  | Waagehäuschen | Als Waage und Remise genutzt. | 31380940 | BW   |
| Kirchstraße 8 52° 18′ 9″ N, 10° 10′ 30″ O   | Ziegelmauer   | Zwischen Waagehäuschen und südlichen Stall Ziegelmauer nach historischem Vorbild mit Tordurchlass. | 31381027 | BW   |
| Salder Straße 2 52° 18′ 8″ N, 10° 10′ 27″ O | Wohnhaus      | Pächter-Wohnhaus als Kopfbau vorgelagert. Zweigeschossiger Ziegelbau mit Risalit durch Ziegelziersetzungen gegliedert. | 31378631 | BW   |
| Salder Straße 4 52° 18′ 9″ N, 10° 10′ 29″ O | Stall         | Eingeschossiger Ziegelbau mit Fassadengliederungen, Risaliten und aufwendig gestalteter Durchfahrt auf den Wirtschaftshof. Errichtet zwischen 1854 und 1859. | 31378589 | BW   |

### Einzelbaudenkmale
| Lage                                          | Bezeichnung                    | Beschreibung | ID       | Bild           |
| --------------------------------------------- | ------------------------------ | --- | -------- | -------------- |
| B 494, km 21,735 52° 17′ 17″ N, 10° 8′ 32″ O  | Meilenstein                    | Nach oben hin verjüngender Stein mit quadratischem Querschnitt an historischen Hann. Chaussee von Hildesheim nach Peine mit Inschrift „III MEILEN“.                                                                 | 31380414 | BW             |
| Elstertorstraße 2 52° 18′ 4″ N, 10° 10′ 14″ O | St.-Godehard-Kirche            | Hallenkirche mit Querhaus und polygonalem Chorabschluss aus Ziegel aus dem Jahre 1890 vom Architekten Conrad Wilhelm Hase. Älterer Westturm aus Bruchstein vermutlich aus dem 14. Jh. mit Glockengeschoss aus 1905. | 31378525 | Weitere Bilder |
| Lindenbergstraße 52° 18′ 4″ N, 10° 10′ 16″ O  | Kriegerdenkmal                 | Obelisk auf Sockel, auf Vorderseite Medaillon mit Engelköpfen, im Hintergrund Einfriedung mit eingelassenen Tafeln mit Namen der Gefallenen, um 1920.                                                               | 31378609 | BW             |
| Zum Walde 31 52° 17′ 50″ N, 10° 10′ 46″ O     | Grabstelle Familie von Thielen | Erbbegräbnis, neugotische Natursteinrückwand mit Familienwappen, älteste Datierung von 1890. | 31378653 | BW             |

## Schmedenstedt

### Gruppe: Kirchhof Schmedenstedt
Die Gruppe hat die ID 31374562. Kirchhof mit St. Georg-Kirche aus dem 16./18. Jh. mit Gedenkstätte an die Gefallenen und Vermissten aus dem Deutsch-Französischen Krieg (1870–71), sowie dem Ersten und dem Zweiten Weltkrieg.

| Lage                                         | Bezeichnung       | Beschreibung | ID       | Bild |
| -------------------------------------------- | ----------------- | --- | -------- | ---- |
| Smiedestedde 15 52° 16′ 33″ N, 10° 17′ 15″ O | St.-Georgs-Kirche | Einschiffige Fachwerk-Saalkirche mit Westturm von 1573. Vorhangbögen der Fenster sowie nördliche Kielbogenportal weisen spätgotische Architekturmotive auf, unter der Traufe durchziehenden Fächerfries, die Ausfachungen sind in Bruchsteinmauerwerk. Westturm als Fachwerkkonstruktion, jedoch völlig mit Schiefer verschalt, das Turmobergeschoss vorkragend und mit Schweifgiebel zum Glockenturm abgeschlossen. Welsche Haube von 1612 mit großen Laterne und bekrönenden geschweiften Haube mit Spitzhelm. Zur Ausstattung gehören u.a. Ausmalung von 1612, spätgotischer geschnitzter Flügelaltar von 1472, Altarkreuz aus der zweiten Hälfte des 15. Jh. sowie kunstvolle und feingliederige Dekoration der Kirchenausstattung aus dem 16. - 18. Jh. | 31379061 |      |
| Smiedestedde 15 52° 16′ 33″ N, 10° 17′ 14″ O | Gedenkstätte      | Für die Gefallenen und Vermissten des Ersten und Zweiten Weltkrieges in Form einer Pfeilerstellung mit eingelassenen Inschriftentafeln mit Namen sowie zentralem Kreuz mit flankierenden Andachtsversen. Auf Treppensockel große Ascheurne als Spitze des Monuments. Vor Pfeilerstellung ein dem Deutsch–Französischen Krieg gewidmeter Findling. | 31379081 | BW   |

### Gruppe: Südring 2
Die Gruppe hat die ID 31374575. Ortsbildwirksamer Dreiseithof aus der zweiten Hälfte des 19. Jh. Wohnhaus im repräsentativen Fachwerk, die Wirtschaftsgebäude in Ziegelbauweise. Rückseitig ein großes Gartengrundstück. Die Hofanlage befindet sich am südlichen Ortsrand Schmedenstedts.

| Lage                         | Bezeichnung | Beschreibung | ID       | Bild |
| ---------------------------- | ----------- | --- | -------- | ---- |
| 52° 16′ 27″ N, 10° 17′ 21″ O | Wohnhaus    | Zweigeschossiger queraufgeschlossener Fachwerkbau in Rähmbauweise auf Natursteinsockel unter Satteldach. Vorne zweiläufige Außentreppe mit Podest. Vor- und rückseitiges Zwerchdach. Fachwerk durch Verwendung von Andreaskreuzen in den Brüstungsfeldern, Seitenverstrebungen und Giebelfeldern geprägt. 1866 errichtet. | 31379120 | BW   |
| 52° 16′ 28″ N, 10° 17′ 21″ O | Remise      | Kleine Remise mit Ladeluke als Ziegelbau unter Satteldach. Lisenen, Rundfenster und Bogenfriese zieren die Fassade. Errichtet um 1890. | 31379160 | BW   |
| 52° 16′ 27″ N, 10° 17′ 20″ O | Scheune     | Ziegelbau mit Satteldach und seitlich versetztem giebelseitigem Hoftor mit gedrücktem Bogen. Giebel Ziegel- und schiefergedeckt, am Dachfirst ornamentierter Wetterhahn. Errichtet um 1890. | 31379140 | BW   |

### Einzelbaudenkmale
| Lage                                              | Bezeichnung               | Beschreibung | ID       | Bild |
| ------------------------------------------------- | ------------------------- | --- | -------- | ---- |
| Amboßring 3 52° 16′ 36″ N, 10° 17′ 15″ O          | Wohn-/ Wirtschaftsgebäude | Vierständer-Hallenhaus in Ständerbauweise unter Halbwalmdach mit höheren aber bauzeitlichen Kammerfach, Inschrift am Dielentor „Anno 1708“. | 31378676 | BW   |
| Amboßring 18 52° 16′ 36″ N, 10° 17′ 9″ O          | Wohn-/ Wirtschaftsgebäude | Vierständer-Hallenhaus in Rähmbauweise unter Halbwalmdach mit Toreinfahrt auf Giebelseite. Im Torbogenbalken geschnitzte Inschriften, vor dem Tor späterer Wirtschaftsanbau. Fachwerk mit gekuppelten Ständern im Kammerfach, Ausfachungen verputzt, teils jedoch im Sichtmauerwerk. Errichtet 1826. | 31378721 | BW   |
| An der Luthereiche 6 52° 16′ 31″ N, 10° 17′ 18″ O | Wohn-/ Wirtschaftsgebäude | Vierständerartiges Hallenhaus in Rähmbauweise unter Krüppelwalmdach. Hohes Einfahrtstor mit geziertem Sturzbalken und Vorschauer. Fachwerk mit gekuppelten Ständern und symmetrischen angeordneten Streben, Ausfachungen teils mit Sichtmauerwerk und teils verputzt. Giebelseiten verblendet. | 31378836 | BW   |
| Bäckerstraße 4/6 52° 16′ 33″ N, 10° 17′ 11″ O     | Wohn-/ Wirtschaftsgebäude | Zweigeschossige Fachwerkbau ursprünglich kleineres Wohn-/ Wirtschaftsgebäude, im Jahr 1678 (d) errichtet mit leicht vorkragender, fein profilierte Gebälkzone und vorgezogenem Kammerfach. Später nach Osten verlängert und hierbei die Eckkammer der Erweiterung ebenfalls vorgezogen. Giebelfelder verschalt. | 31378858 | BW   |
| Bäckerstraße 4/6 52° 16′ 32″ N, 10° 17′ 11″ O     | Scheune                   | Scheune unter Satteldach mit traufständig gelegenen Durchfahrtstor. Stallteil in Backstein gemauert, das Bansenobergeschoss in Rähm-Fachwerk. | 39991122 | BW   |
| Dorfmarkstraße 2 52° 16′ 32″ N, 10° 17′ 12″ O     | Wohn-/ Wirtschaftsgebäude | Vierständerartiges Hallenhaus mit Querflügel unter Krüppelwalmdach in Rähmbauweise. Längsaufgeschlossenes Tor hofseitig, auf Torsturzbalken geschnitzte Inschrift mit floralen Elementen. Gekreuzte Pferdeköpfe am Giebel. Im Fachwerk teils gebogene Zweidrittelstreben, in Geschoss-Gebälkzone profilierte Füllhölzer, Ausfachungen mit Ziegelsteinen. | 31378877 | BW   |
| Ostring 2 52° 16′ 37″ N, 10° 17′ 19″ O            | Wohn-/ Wirtschaftsgebäude | Ehemaliges Pfarrhaus von 1815 als zweigeschossiger Fachwerkbau mit Krüppelwalmdach. Wirtschaftsteil in Ständerbauweise mit Längstenne und seitlich versetztes giebelseitiges Tor. Wohnteil mit rückwärtigen Eingang in Rähmbauweise mit symmetrisch konstruktiven Streben, leicht vorkragendes Kammerfach in Gebälkzone mit profilierter Leiste verblendet. Giebelfelder mit Pfannendachziegeln verkleidet.                                                                                        | 31378994 | BW   |
| Ostring 12 52° 16′ 32″ N, 10° 17′ 22″ O           | Wohn-/ Wirtschaftsgebäude | Zweigeschossiges Fachwerkhaus mit Sattel-/ Halbwalmdach aus dem Ende 18. Jh. Wohnteil in Rähmbauweise mit leicht vorkragendem OG sowie Feinprofilierung im Rähmgebälk, Wirtschaftsbereich in Ständerbauweise. Im Fachwerk gebogene Streben, Giebelseite mit Schiefer verblendet. | 31379017 | BW   |
| Smiedestedde 10 52° 16′ 34″ N, 10° 17′ 14″ O      | Wohn-/ Wirtschaftsgebäude | Zweigeschossiges Querdielenhaus in Rähmfachwerk mit Halbwalmdach. Queraufgeschlossen, im Torsturzbogen geschnitzte Inschrift mit Datierung „1786“. Wohnteil mit Vorschauer, leicht auskragendes obere Kammerfach im Fachwerk mit Fußstreben sowie mit profilierten Schwellenholz hervorgehoben. Auf Giebelseite Ausfachung deutlich, die alternierend in verschiedenen Verlegetechniken (z.B. Fischgrät) ausgemauert wurden. Giebelseite nachträglich mit Platten verschalt, rückwärtig Ladeerker. | 31379039 | BW   |
| Smiedestedde 25 52° 16′ 27″ N, 10° 17′ 15″ O      | Wohn-/ Wirtschaftsgebäude | Zweigeschossiges Querdielenhaus in Rähmfachwerk mit Krüppelwalmdach. Quer aufgeschlossen, mit großen Holztor zum Wirtschaftsteil und separaten Eingang zum Wohnteil. EG im Wirtschaftsbereich nachträglich massiv ausgebaut. Fachwerk mit „liegenden“ Gefache, die Ausfachungen sind verputzt. Im Giebelbereich verschalt. | 31379098 | BW   |
| Zum Alten Dorf 15 52° 16′ 5″ N, 10° 17′ 29″ O     | Kirchturm                 | Alter Kirchturm der Wüstungskirche aus Bruchsteinmauerwerk aus der ersten Hälfte des 14. Jh. Ecken sind mit Quaderverzahnungen bestückt, Emporenportal und Langhauszugang als Spitzbogen gestaltet, flaches Walmdach bedeckt den Turmtorso. An Umfassungsmauer Epitaphien/Grabplatten aus dem 17. Jh. aufgestellt. | 31379180 | BW   |
| Zur Drenke 3 52° 16′ 29″ N, 10° 17′ 20″ O         | Wohn-/ Wirtschaftsgebäude | Zweigeschossiges Vierständer-Hallenhaus in Ständerbauweise unter Halbwalmdach mit vorgezogenen Kammerfach sowie vorkragender, von Kopfbändern gestützter hofseitiger Traufe, mit leicht versetztem giebelseitigen Tor. Zum Inventar gehört eine klassizistische Pumpe. Erbaut 1772. | 31379204 | BW   |

## Schwicheldt

### Gruppe: Kirchhof Schwicheldt
Die Gruppe hat die ID 31374601. Kirchhof mit Kirche des 12./19. Jh., Gedenkstätte für den Krieg 1914/18 mit Grabstätten, sowie Baumbestand und Resten der Einfriedung.

| Lage                                          | Bezeichnung    | Beschreibung | ID       | Bild |
| --------------------------------------------- | -------------- | --- | -------- | ---- |
| Alte Krugstraße 7 52° 18′ 27″ N, 10° 9′ 12″ O | Michaelskirche | Saalkirche mit Westturm, Turm in Bruchstein 1185 errichtet, in erster Hälfte des 14. Jh. um Glockengeschoss mit Schallöffnungen erhöht. Verputzte und mit Natursteingliederung gestaltete Langhaus 1843 erneuert. | 31379246 |      |
| Alte Krugstraße 7 52° 18′ 27″ N, 10° 9′ 10″ O | Kirchhof       | Kirchhof mit Resten der alten Einfriedung. | 31379284 |      |

### Gruppe: Gut Schwicheldt
Die Gruppe hat die ID 31374588. Gutsanlage mit Herrenhaus, Torhaus/Remise, Wirtschaftsgebäuden, Gesindehaus und Park mit ehemaliger Kapelle.

| Lage                                      | Bezeichnung | Beschreibung | ID       | Bild |
| ----------------------------------------- | ----------- | --- | -------- | ---- |
| Am Gutshof 5 52° 18′ 30″ N, 10° 9′ 17″ O  | Herrenhaus  | Zweigeschossiger Fachwerkbau auf massiven Souterrain unter Walmdach mit vorgelagerter zweiarmiger Freitreppe, um 1760 errichtet.                         | 31379301 |      |
| Am Gutshof 5a 52° 18′ 30″ N, 10° 9′ 16″ O | Wohnhaus    | Zweigeschossiger Fachwerkbau unter Walmdach mit Zwerchhaus, ca. 1750, mit eingeschossigen Fachwerk-Nebengebäude als Verbindung zum Torgebäude, ca. 1780. | 31379321 | BW   |
| Am Gutshof 5 52° 18′ 30″ N, 10° 9′ 14″ O  | Torgebäude  | Eingeschossiger Fachwerkbau mit Durchfahrtstor unter abgewalmten Mansarddach mit achteckigem Dachreiter, Inschrift: „1782“.                              | 31379341 |      |
| Am Gutshof 5 52° 18′ 32″ N, 10° 9′ 16″ O  | Scheune     | Langrechteckiger Ziegel- und Fachwerkbau unter hohem Satteldach mit Schleppgauben und Firstlaternen, um 1900 errichtet.                                  | 31379361 |      |

### Gruppe: Niedersachsenstraße 20
Die Gruppe hat die ID 31374615. Große Hofanlage, errichtet um 1900, mit nahezu vollständiger Umbauung, überwiegend in Ziegelbauweise.

| Lage                        | Bezeichnung | Beschreibung | ID       | Bild |
| --------------------------- | ----------- | --- | -------- | ---- |
| 52° 18′ 24″ N, 10° 9′ 10″ O | Wohnhaus    | Zweigeschossige Villa unter Walmdach, Mittelachse der Hoffassade als Turm mit Haube, zur Südfassade Mittelrisalit mit Zwerchhaus, um das Jahr 1900 errichtet. | 31379403 |      |
| 52° 18′ 25″ N, 10° 9′ 8″ O  | Stall       | Längsrechteckiger Ziegelbau mit Wandvorlagen und gestalteter Traufzone unter Satteldach.                                                                      | 31379423 |      |
| 52° 18′ 25″ N, 10° 9′ 10″ O | Pferdestall | Längsrechteckiger Ziegelbau mit gestalteter Traufzone unter Satteldach. In Mittelachse erhöhter Risalit mit Pferdekopfplastik unter Walmdach.                 | 31379440 |      |
| 52° 18′ 23″ N, 10° 9′ 9″ O  | Remise      | Zweigeschossiger Ziegelbau auf rechteckigem Grundriss unter Satteldach mit Ecklisenen und gestalteten Ortgangzonen. In Mittelachse erhöhter Risalit.          | 31379457 |      |
| 52° 18′ 24″ N, 10° 9′ 7″ O  | Scheune     | Längsrechteckiger Ziegelbau mit Wandvorlagen, gestaltete Traufzone, unter Satteldach. Mit zwei Risaliten deren Giebel durch gelbe Ziegel farblich gegliedert. | 31379474 |      |
| 52° 18′ 23″ N, 10° 9′ 8″ O  | Torgebäude  | Ziegelbau auf stumpfwinkligen Grundriss, eine Ecke des Hofes besetzend, mit gestalteter Traufzone unter Satteldach.                                           | 31379491 |      |

### Einzelbaudenkmale
| Lage                                         | Bezeichnung    | Beschreibung | ID       | Bild           |
| -------------------------------------------- | -------------- | --- | -------- | -------------- |
| Alte Krugstraße 3 52° 18′ 25″ N, 10° 9′ 6″ O | Wasserturm     | Über Kreisgrundriss errichteter Ziegelbau, im Schaftbereich durch acht Lisenen verstärktes Sichtmauerwerk. Turmkopf leicht auskragend in Beton, Gebäudeabschluss durch achteckiges Zeltdach in Hohlpfannendeckung. Im Inneren zweiläufige Eisentreppe. Hängebodenbehälter in genietetem Eisen. | 31380671 | Weitere Bilder |
| Am Lindenplatz 52° 18′ 22″ N, 10° 9′ 7″ O    | Kriegerdenkmal | 1895 errichteter Obelisk auf mehrstufigen Natursteinunterbau, mit Inschriften die den Gefallenen von Schwicheldt im Krieg 1870/71 gedenken, sowie ein Findling mit der Inschrift „1813;1913“.                                                                                                  | 31379383 |                |

## Stederdorf

### Gruppe: Hofanlage Soetebeerweg 6, Hesebergweg 4
Die Gruppe hat die ID 31374732. Hofanlage mit kleinem Hallenhaus und Fachwerkscheune in städtebaulich wirksamen Ecksituation.

| Lage                                        | Bezeichnung               | Beschreibung | ID       | Bild |
| ------------------------------------------- | ------------------------- | --- | -------- | ---- |
| Hesebergweg 4 52° 20′ 55″ N, 10° 14′ 52″ O  | Scheune                   | Eingeschossiger Fachwerkbau in Ständerbauweise mit weiß verputzter Ausfachung und Krüppelwalmdach. Nord- und Südgiebel nachträglich mit Dachziegeln verblendet. Im Torsturzbalken sowie den Kopfbändern geschnitzte Inschriften. | 31379688 | BW   |
| Soetebeerweg 6 52° 20′ 55″ N, 10° 14′ 51″ O | Wohn-/ Wirtschaftsgebäude | Kleines zweigeschossiges Vierständer–Hallenhaus mit verputzter Ausfachung und Schopfwalmdach. Geschnitzte Inschriften im Torsturzbalken. Haus zur Scheune ausgerichtet.                                                          | 31379672 | BW   |

### Gruppe: St.-Petrus-Kirche mit Kirchhof
Die Gruppe hat die ID 31374628. St.-Petrus-Kirche mit Kirchhof. Der Kirchhof samt Umfriedung 18. Jh., Gefallenendenkmal und Kapelle sind Erweiterungen vom Anfang des 20. Jh.

| Lage                                                | Bezeichnung       | Beschreibung | ID       | Bild           |
| --------------------------------------------------- | ----------------- | --- | -------- | -------------- |
| Martin-Luther-Straße 7 52° 20′ 57″ N, 10° 14′ 58″ O | St.-Petrus-Kirche | Einschiffige Bruchsteinkirche aus zweiter Hälfte 16. Jh. Westturm in unteren Teilen mittelalterlich (14. /15. Jh.), das Glockengeschoss im Fachwerk 18. Jh., der Turmhelm (Knickhelm) 1828. Auf der Turm-Westseite Turmuhr sowie außen montierte Kirchenglocke. Das Schiff mit Satteldach durch südliche Sakristei und nördlichen Anbau erweitert. Am Dachfirst über dem Chor steinernes Kreuz.                  | 31379596 | Weitere Bilder |
| Martin-Luther-Straße 7 52° 20′ 56″ N, 10° 14′ 57″ O | Kapelle           | Gedenkstätte für die Gefallenen des Zweiten Weltkrieges, erbaut in Form einer in die Friedhofsumfriedung eingesetzten Bruchsteinkapelle mit Andachtsraum und zur Straße gekehrtem Rundfenster. Sturzbalken mit Hochrelief (1939 + 1943) nach 2003 eingefügt. | 31379616 | Weitere Bilder |
| Martin-Luther-Straße 7 52° 20′ 57″ N, 10° 14′ 57″ O | Kirchhof          | Historisch gewachsenen Kirchhof, nicht mehr für Bestattungen genutzt. Fläche umschließt Pfarrkirche, Kapelle sowie Gefallenendenkmal. Bestand von Grabsteinen aus dem 19. Jh. | 31379655 | BW             |
| Martin-Luther-Straße 7 52° 20′ 57″ N, 10° 14′ 56″ O | Kriegerdenkmal    | Pfeiler auf Postament, eingelassen in polygonale Rückmauer. Auf Postament abgestufte Konsole mit Kreuz und niedergelegtem Militärhelm, auf Gesims Steinkugeln. Auf Pfeiler ein Relief mit Gedenkschrift und ausragende Kreuze, die Skulptur bekrönt ein behauener Kubus aus eisernen Kreuzen und Kugel. In Rückwand sind Tafeln mit eingravierten Namen der gefallenen Soldaten im Ersten Weltkrieg eingelassen. | 31379636 | BW             |

### Einzelbaudenkmale
| Lage                                               | Bezeichnung              | Beschreibung | ID       | Bild           |
| -------------------------------------------------- | ------------------------ | --- | -------- | -------------- |
| Am Wehrturm 5 52° 20′ 53″ N, 10° 14′ 46″ O         | Keller                   | Erhaltene bauliche Reste von Kellergeschoss und Sockel der ehemaligen Warte der Landwehr Ende 16. Jh. Fachwerkbau später aufgesetzt. | 31379508 | BW             |
| Edemisser Straße 12 52° 20′ 56″ N, 10° 14′ 41″ O   | Wohnhaus                 | Zweigeschossiges queraufgeschlossenes Fachwerkhaus in Rähmbauweise unter Satteldach. Im Eingangsbereich vorgelegte Treppe sowie Dachhaube. Im Fachwerk gekuppelte Ständer sowie aufwendige Verwendung des Andreaskreuzes im Fachwerk, Ausfachung in rotem Ziegelstein. Fenster mit Holzlaibungen. | 31379532 | BW             |
| Edemisser Straße 42 52° 21′ 39″ N, 10° 14′ 58″ O   | Woltersche Bockwindmühle | Bockwindmühle mit Mühlenhaus in Holzbauweise unter vorn abgewalmten Satteldach auf drehbaren Bockgerüst. Segelgatterflügel in Stahlbauweise, 1977 im Zuge der Restaurierungsarbeiten erneuert, ursprünglich aus Holz. Der Schrotgang wie weiteres technisches Innenleben wurden restauriert. Treppe und Feise ermöglichen Zugang zum Mühlenkasten.                                                                                     | 31379553 | Weitere Bilder |
| Martin-Luther-Straße 1 52° 21′ 0″ N, 10° 14′ 55″ O | Wohnhaus                 | Zweigeschossiges Fachwerkhaus in Rähmbauweise mit Satteldach. Eingangstüre mit geschnitzter Zierde und Datierung auf 1874. Repräsentative Ausrichtung der Längsfassade. Fachwerk mit Andreaskreuzen sowie gekuppelten Ständern. | 31379574 | BW             |
| Teichstraße 1a 52° 20′ 58″ N, 10° 14′ 37″ O        | Wohnhaus                 | Zweigeschossiges, traufseitig aufgeschlossenes Wohnhaus unter Krüppelwalmdach mit gekuppelten Ständern in Fensterbereichen, ansonsten einfachen Ständerfachwerk mit Ausfachung aus Backstein. | 31379704 | BW             |
| Teichstraße 2 52° 21′ 0″ N, 10° 14′ 39″ O          | Wohnhaus                 | Zweigeschossiger Ziegelbau mit Mittelrisalit. Fassade geprägt durch detailreiche neugotische Bauzier, wie Nonnenkopf–Friese über dem Portikus und am Risalit–Giebel, Vierpass-Blendmaßwerk in Brüstungsbereichen oder dem Fünfpass als Giebelrose. Eingang als Portikus, Erker mit Satteldach, Giebelseiten des Wohnhauses reduziert mit Zahnfriesen und Lisenen gegliedert, einzelne Segmentbogenfenster wohl nachträglich vermauert. | 31379726 | BW             |

## Vöhrum

### Gruppe: Kirchhof Vöhrum
Die Gruppe hat die ID 31374641. Kirche und Kirchhof im Dorfkern mit Gefallenendenkmal und Grabsteinen.

| Lage                                                | Bezeichnung    | Beschreibung | ID       | Bild           |
| --------------------------------------------------- | -------------- | --- | -------- | -------------- |
| Kirchvordener Straße 39 52° 20′ 33″ N, 10° 11′ 8″ O | Kirche         | Verputzte, flach gedeckte und mit Zierquaderung versehene Saalkirche mit rechteckigen Chorschluss mit zurückgestuften Anbau. Westturm in oberen Stockwerken mit Schieferbehang verschalt, Turmspitze als geschwungener Knickhelm. | 31379810 | Weitere Bilder |
| Kirchvordener Straße 39 52° 20′ 32″ N, 10° 11′ 7″ O | Kriegerdenkmal | Gefallenendenkmal mit Baldachin auf vier Säulen, für den Krieg 1914 bis 1918 und Inschriftenwand für den Krieg 1939 bis 1945. | 31379829 |                |

### Einzelbaudenkmale
| Lage                                                 | Bezeichnung               | Beschreibung | ID       | Bild |
| ---------------------------------------------------- | ------------------------- | --- | -------- | ---- |
| 52° 19′ 56″ N, 10° 12′ 50″ O                         | Eisenbahnbrücke           | Eisenbahnbrücke der Plockhorstbahn auf der DB Strecke 1723 bei Kilometer 14,5 über die Fuhse, Stahl-Fachwerk-Konstruktion, wohl mit Peiner Trägern, im Zuge der (stillgelegten) Plockhorstbahn zwischen 1914–16 errichtet. | 45253308 | BW   |
| Burgdorfer Straße 52° 20′ 44″ N, 10° 10′ 36″ O       | Grenzstein Nr. 11         | Grenzstein Nr. 11, mit quadratischen Querschnitt und gerundeter Oberseite. Zwischen den Ämtern Meinersen (Kurfürstentum Braunschweig-Lüneburg) und Peine (Stift Hildesheim) 1771 aufgestellt.                              | 31379748 | BW   |
| Burgdorfer Straße 52° 20′ 47″ N, 10° 10′ 33″ O       | Grenzstein Nr. 12         | Grenzstein Nr. 12, mit quadratischen Querschnitt und gerundeter Oberseite. Zwischen den Ämtern Meinersen (Kurfürstentum Braunschweig-Lüneburg) und Peine (Stift Hildesheim) 1771 aufgestellt.                              | 31379768 | BW   |
| Burgdorfer Straße 52° 20′ 57″ N, 10° 10′ 14″ O       | Grenzstein Nr. 13         | Grenzstein Nr. 13, mit quadratischen Querschnitt und gerundeter Oberseite. Zwischen den Ämtern Meinersen (Kurfürstentum Braunschweig-Lüneburg) und Peine (Stift Hildesheim) 1771 aufgestellt.                              | 31379891 | BW   |
| Burgdorfer Straße 52° 21′ 13″ N, 10° 9′ 43″ O        | Grenzstein Nr. 14         | Grenzstein Nr. 14, mit quadratischen Querschnitt und gerundeter Oberseite. Zwischen den Ämtern Meinersen (Kurfürstentum Braunschweig-Lüneburg) und Peine (Stift Hildesheim) 1771 aufgestellt.                              | 31379871 | BW   |
| Kirchvordener Straße 49 52° 20′ 34″ N, 10° 11′ 12″ O | Wohn-/ Wirtschaftsgebäude | Langrechteckiger Zweiständer–Fachwerkbau unter Walmdach, Ausfachungen in Backstein, mit Fächerrosetten in Gebälkzone sowie durchgehenden Kopfstreben. Inschrift mit Datierung „1668“. Ehemalige katholische Kapelle.       | 31379849 |      |
| Papenbusch 18 52° 20′ 24″ N, 10° 10′ 48″ O           | Wohn-/ Wirtschaftsgebäude | Vierständer–Hallenhaus unter Krüppelwalmdach mit erhöhten zweigeschossigen Wohnteil in Rähmbauweise, Wirtschaftsteil in Ständerfachwerk. Inschrift am Dielentor mit Datierung „1832“.                                      | 31379911 | BW   |
| Zur Bergermühle 52° 20′ 38″ N, 10° 11′ 14″ O         | Grenzstein                | Grenzstein Nr. 10, mit quadratischen Querschnitt und gerundeter Oberseite. Zwischen den Ämtern Meinersen (Kurfürstentum Braunschweig-Lüneburg) und Peine (Stift Hildesheim) 1771 aufgestellt.                              | 31379977 | BW   |

## Wendesse

### Einzelbaudenkmale
| Lage                                           | Bezeichnung               | Beschreibung | ID       | Bild |
| ---------------------------------------------- | ------------------------- | --- | -------- | ---- |
| Oelheimer Straße 17 52° 22′ 2″ N, 10° 14′ 3″ O | Wohn-/ Wirtschaftsgebäude | Längserschlossenes Hallenhaus in Ständerbauweise und Ziegelausfachung mit zweigeschossigen Wohnteil (Altenteil) und einseitigen Halbwalmdach, datiert auf 1709. Westliche Giebelseite ursprünglich mit Toreinfahrt, heute massiv vermauert, mit leicht auskragenden Giebelbereich mit gerundeten Balkenköpfen und Füllhölzern, untere Gefache mit Holz verschalt und obere mit verputzter Flechtwerkausfachung. Östliche Giebelseite der baulich umformte Wohnteil mit teils versetzten Riegeln und wohl originärer Fensteranordnung. Südwestlich durch Garageneinbau stark umformt. | 31379999 | BW   |

## Woltorf

### Gruppe: Freyenstraße 6
Die Gruppe hat die ID 31374667. Ortsbildwirksamer Dreiseithof aus zweiter Hälfte 19. Jh. Fachwerkscheune, Pferdestall, queraufgeschlossenes Fachwerkwohnhaus, gepflasterter Innenhof sowie repräsentative Hofeinfriedung.

| Lage                         | Bezeichnung | Beschreibung | ID       | Bild |
| ---------------------------- | ----------- | --- | -------- | ---- |
| 52° 18′ 19″ N, 10° 18′ 52″ O | Pferdestall | Zweigeschossiger Ziegelbau in rotem Backstein mit Ladeerker unter Satteldach über mittigen Einfahrtstor, mit älteren Linkskrempern gedeckt. Türen, Fenster sowie Tor in Segmentbogenstürzen. Fassade mit unterschiedlicher Zierziegelsetzungen in zeittypischer Art. Auf Südostseite mit profilierten Pilastern und Zahnfriesen gegliederte Giebelseite. Am Südostgiebel im niedrigen OG Inschrifttafel aus Sandstein und der Datierung „1888“(i), von Lisenen begleitet. | 31380227 | BW   |
| 52° 18′ 19″ N, 10° 18′ 52″ O | Wohnhaus    | Zweigeschossiger queraufgeschlossener Fachwerkwohnhaus in Rähmbausweise mit Halbwalmdach. Fachwerk mit gekuppelten Ständern, mit Langstreben ausgesteift, im EG mit dreiteiligen, im OG zweiteiligen Gefache, Ausfachungen verputzt. Wirtschaftsteil mit kleineren Eingang, Haupteingang mit bauzeitlicher geschnitzter Tür. | 31380207 | BW   |
| 52° 18′ 20″ N, 10° 18′ 53″ O | Scheune     | In Stockwerkbauweise unter Satteldach errichtet, mit seitlicher Längsdurchfahrt sowie weiterem, zur Hofseite ausgerichteten, Holztor. | 31380245 | BW   |
| 52° 18′ 19″ N, 10° 18′ 53″ O | Einfriedung | Drei Sandstein-Torpfeilern, schmiedeeisernem zweiflügeligen Hoftor und Hoftür mit filigraner vegetabiler Ornamentik. Schaft der Pfeiler bilden rechteckige Quadersteine, leicht auskragende Kapitell allseitig mit Wappenreliefs, oberer Abschluss bildet Abdeckung in Kreuzdach-Form. | 31380263 | BW   |

### Gruppe: Kirchhof Woltorf
Die Gruppe hat die ID 31374654.

| Lage                                          | Bezeichnung | Beschreibung | ID       | Bild |
| --------------------------------------------- | ----------- | --- | -------- | ---- |
| Stegmannstraße 7 52° 18′ 18″ N, 10° 18′ 50″ O | Kirche      | Saalkirche in Ziegelbauweise mit Sandsteineinfassungen unter Satteldach von 1852–54. Quadratischer verputzter Westturm aus Bruchstein wohl erste Hälfte 13. Jh., auf West- und Nordseite Biforien, auf Südseite Spitzbogenfenster mit Turmuhr und Schallarkaden. Ursprünglich schiefergedeckte Knickhelm heute mit Kupferblech. Langhaus in Ziegel errichtet, von vier Strebepfeilern mit Fiale und Kreuzblume gerahmt und durch große Spitzbogenfenster belichtet. Haupteingänge im Westen beiderseits des Turmes. | 31380324 |      |

### Gruppe: Westerbergstraße 33
Die Gruppe hat die ID 37074408. Dreisteithofanlage, errichtet um 1890, mit repräsentativen Wohnhaus, zweiseitig erschlossenem Stall, Fachwerkscheune.

| Lage                         | Bezeichnung | Beschreibung | ID       | Bild |
| ---------------------------- | ----------- | --- | -------- | ---- |
| 52° 18′ 11″ N, 10° 18′ 40″ O | Wohnhaus    | | 31380390 | BW   |
| 52° 18′ 10″ N, 10° 18′ 42″ O | Stall       | Zweistöckiges Gebäude unter Satteldach, EG in Ziegelbauweise, OG in Fachwerkbauweise. Fenster sowie Türen und Tore mit Zier-Segmentstürzen aus gelben Ziegelsteinen überwölbt. Stalltore zum Hof und rückseitig aufgeschlossen. Fachwerk mit Andreaskreuzen sowie gefassten Brüstungsfeldern unter den Fenstern, Ausfachungen mit roten Ziegelsteinen. Zum Stall gehört wohl bauzeitliches und stilistisch gleiches Wirtschafts–Nebengebäude, das nördlich L-förmig anschließt. | 37074529 | BW   |
| 52° 18′ 10″ N, 10° 18′ 41″ O | Scheune     | Langgezogener Fachwerkbau in Ständerbauweise mit Ziegelausfachung unter Satteldach, traufständig zur Straße und Tor an westlicher Giebelseite. | 37074490 | BW   |

### Einzelbaudenkmale
| Lage                                             | Bezeichnung               | Beschreibung | ID       | Bild |
| ------------------------------------------------ | ------------------------- | --- | -------- | ---- |
| Am Kahlenteich 6 52° 18′ 14″ N, 10° 18′ 56″ O    | Wohn-/ Wirtschaftsgebäude | Vierständerartiges Hallenhaus in Stockwerkbauweise unter mit Linkskrempern gedeckten Halbwalmdach, um 1831 errichtet, mit seitlich versetzten Tor nach Norden, Ziegelausfachungen, profilierter Gebälkzone, Eckvorschauer und Querflur. Massiver Stall als Querflügel in Ziegelbauweise mit preußischer Kappendecke und Eisenträgerunterzügen mit Eisensäulen unter Satteldach, um 1900 errichtet. An westlicher Traufwand drei Anbauten im EG in Ziegel und im OG in Fachwerk Anfang des 20. Jh. angefügt. | 31380022 | BW   |
| Am Kahlenteich 10 52° 18′ 12″ N, 10° 18′ 56″ O   | Wohnhaus                  | Zweigeschossiges Fachwerkhaus ohne Geschossvorkragung unter Halbwalmdach auf Quadersockel. Fenster der hof-/straßenseitigen Eckstuben im EG und OG mit jeweils dreigeteiltem Fach gekuppelte Ständer. Fünfachsiger symmetrischer Abbund im Wohnteil, Wirtschaftsteil mit breiterem Türbereich. Ausgesteift durch gegenläufige Vollstreben. | 31380044 | BW   |
| Am Kahlenteich 10 52° 18′ 12″ N, 10° 18′ 56″ O   | Hoftor                    | Drei Sandsteinpfeilern und schmiedeeisernen Tore und Tür in filigraner vegetabiler Ornamentik mit Mittelmedaillons und Zierspitzen. Pfeiler mit kannelierten Schäften, Fries mit Sternen befüllten Metopen sowie Laubzweige und Festonschmuck als Relief. Über den Laubzweigen goldene Inschriften. Abdeckplatten in Kissenform mit Urne/Vase als Bekrönung. | 31380067 | BW   |
| Am Kahlenteich 17 52° 18′ 11″ N, 10° 18′ 59″ O   | Wohnhaus                  | Zweigeschossiger queraufgeschlossener Fachwerkbau mit Ausfachung in gelben Ziegelstein unter Satteldach. Stockwerksbau durch kleine und große Andreaskreuze ausgesteift. | 31380085 | BW   |
| Am Kahlenteich 19 52° 18′ 12″ N, 10° 19′ 4″ O    | Wohn-/ Wirtschaftsgebäude | Zweigeschossiger Fachwerkbau in Rähmbauweise mit Ziegelausfachung unter Halbwalmdach in Linkskremperdeckung. Zur Straße giebelständig, mit traufständigen, seitlich versetzten hofseitigen Toreinfahrt mit Vorschauer. Fachwerk mit gekuppelten Ständern im symmetrischen Abbund, ausgesteift mit gegenläufigen Streben. | 31380107 | BW   |
| Am Paradies 2 52° 18′ 8″ N, 10° 18′ 59″ O        | Wohnhaus                  | Zweigeschossiger Ziegelbau, unter Satteldach mit Quergiebel, auf Quadersockel. Eingang in Symmetrieachse und mit zweiläufiger Freitreppe. Fassaden und Öffnungen mit Werksteineinfassungen. | 31380165 | BW   |
| Westerbergstraße 15 52° 18′ 17″ N, 10° 18′ 38″ O | Hoftor                    | Drei Sandsteinpfeilern und schmiedeeisernen Toren und Tür in filigraner vegetabiler Ornamentik mit Mittelmedaillons und Zierspitzen. Pfeiler mit kannelierten Schäften, Fries mit Sternen befüllten Metopen sowie Laubzweige und Festonschmuck als Relief. Abdeckplatten in Kissenform mit Urne/Vase als Bekrönung. | 31380346 | BW   |
| Westerbergstraße 27 52° 18′ 13″ N, 10° 18′ 38″ O | Wohn-/ Wirtschaftsgebäude | Gebäude in Rähmbauweise unter Krüppelwalmdach. Am Nordgiebel Toreinfahrt mit Vorschauer und Verzierungen und Inschrift auf Torsturzbalken, darüber Ladestock und Uhlenloch. Fachwerk mit gekuppelten Ständern, an Westseite Treppenaufgang zum einseitig mit Holz verkleidetem OG. Rückwärtige Ausfachungen in Ziegelsetzung, ansonsten verputzt. Errichtet um 1856. | 31380369 | BW   |
| Woltorfer Straße 52° 18′ 30″ N, 10° 17′ 35″ O    | Brücke BW 401             | Parabelträgerbrücke aus Stahlfachwerk. Brücke liegt auf Widerlager aus Stahlbeton. Fahrbahnplatte von unten verstrebt, oben Pfosten mit Diagonalstreben, die in den miteinander verstrebten parabolischen Obergurten münden. | 31378448 | BW   |
| Meerdorfer Straße 52° 18′ 30″ N, 10° 18′ 55″ O   | Brücke BW 403             | Straßenbrücke in Sicht-Stahlbetonbauweise. Einzelner Segmentbogen mit Stützen in den Zwicken über dem Bogen, darüber Brückenplatte mit profilierter Brüstung. | 31380301 | BW   |